# Monteverdi
Monteverdi (Монтеверді) — з 1967 року швейцарський виробник автомобілів. Штаб-квартира розташована в місті Біннінген. У 1984 році компанія припинила виробництво автомобілів. Виробництво продовжувалось протягом 1992–1995 років.

## Петер Монтеверді
Петер Монтеверді народився в 1934 році в місті Біннінгені, яке розташоване неподалік від Базеля. Його батько Розоліні Монтеверді з 1926 року володів автомайстернею, яка займалася ремонтом вантажних і легкових автомобілів. Хлопчик, що ріс серед автомобілів, захопився ними, а також автогонками. Підлітком він вступив у технікум, під час навчання він проходить практику в тракторобудівній фірмі Vervey, після чого влаштовується в арбоннську фірму, що виробляла вантажівки марки Saurer. У 17 років він стає механіком в команді свого співвітчизника Франца Хаммерніка, який на автомобілі Veritas RS займає перше місце в класі до 1.5 л на Айфельських гонках 1951 року, які традиційно проходили в Нюрбургринзі, для Хаммерніка це була єдина перемога такого роду за всю його кар'єру гонщика.
Тоді ж юнак у вільний час починає самостійно будувати власний автомобіль, донором послужив 2-річний аварійний FIAT 1100, який пожертвував своїми передньою підвіскою, мотором і коробкою передач. Раму Петер виготовив сам, задня підвіска, запозичена від «Фіата», була значно модифікована, кузов був схожий на Ferrari 166, значно зменшеного в розмірах, нарешті в серпні 1952 року машина була готова.
У 1954 році від раку помирає батько молодої людини, і тому довелося брати справу батька у власні руки. У січні 1957 року Монтеверді купує собі Ferrari Monza 500TRC для участі в гонках, він виступав в 12 гонках сезону, але не особливо проявивши себе, єдине призове місце (перше) він завоював в італійських Slalom Campione d'Ítalia. Тоді ж молодий швейцарець стає офіційним дилером фірми Ferrari в Швейцарії, ставши при цьому наймолодшим агентом фірми, причому продавати свої машини йому запропонував сам Енцо Феррарі. Енцо, дізнавшись, що у молодого клієнта є своя автомайстерня недалеко від Базеля, вирішив з його допомогою продавати свою продукцію в цій гірській країні.

## Автомобілі MBM
З 1958 по 1961 рік Петер взяв участь у більш ніж 80 змаганнях, при цьому ганяв він не тільки на Ferrari, а й на Renault 8 Gordini, Lotus (у Формулі 2) і гоночному Mercedes-Benz 300SLR. 1960 року Монтеверді, який продавав до того часу крім Ferrari і автомобілі марки Lancia, реєструє фірму Monteverdi Binningen Mantzel, яка починає будувати боліди Формули-Юніор. Допомагати йому в цій справі взявся моторист Дітер Мантцель, який був фахівцем по двигунах фірми DKW. Автомобіль виявився досить вдалим, сам Петер виграв в семи заїздах, виступаючи на своєму автомобілі, плюс машини стали купувати й інші гонщики, причому навіть із США. До моменту, коли Монтеверді почав пробувати себе як виробник болідів юніорської формули, за його плечима був досвід виробництва картів, які з'явилися в США в 1956 році, а незабаром картинг охопив і Європу, де якраз Швейцарія і опинилася в числі перших, де їх почали виробляти.

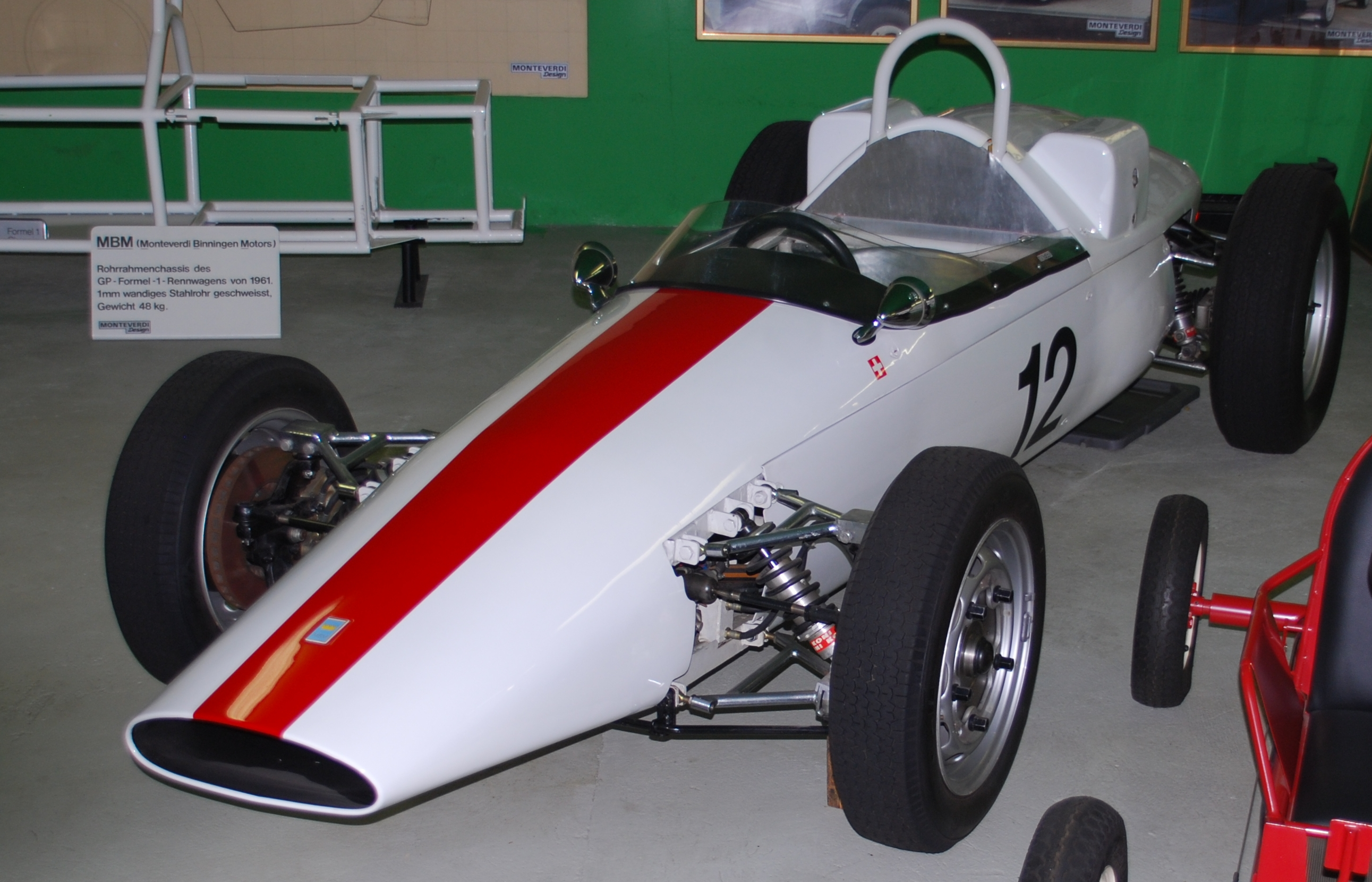
MBM Formel 1

Наприкінці 1960 року технічний регламент Формули 1 вирішує знизити об'єм двигунів болідів, Монтеверді відразу хапається за можливість і будує два шасі з мотором від Porsche, не обкатану машину він виставив на гонки в Золітудерінг, що не були в списку першості, але сира машина зійшла через дефект двигуна вже на другому колі. Після цього перший швейцарський болід Формули 1 був виставлений на Гран-прі Німеччини в Хоккенхаймі, однак під час змагання не витримала коробка передач, масло з неї потрапило на провідні колеса, і Монтеверді втратив керування, підсумок — побита машина і численні переломи у водія.

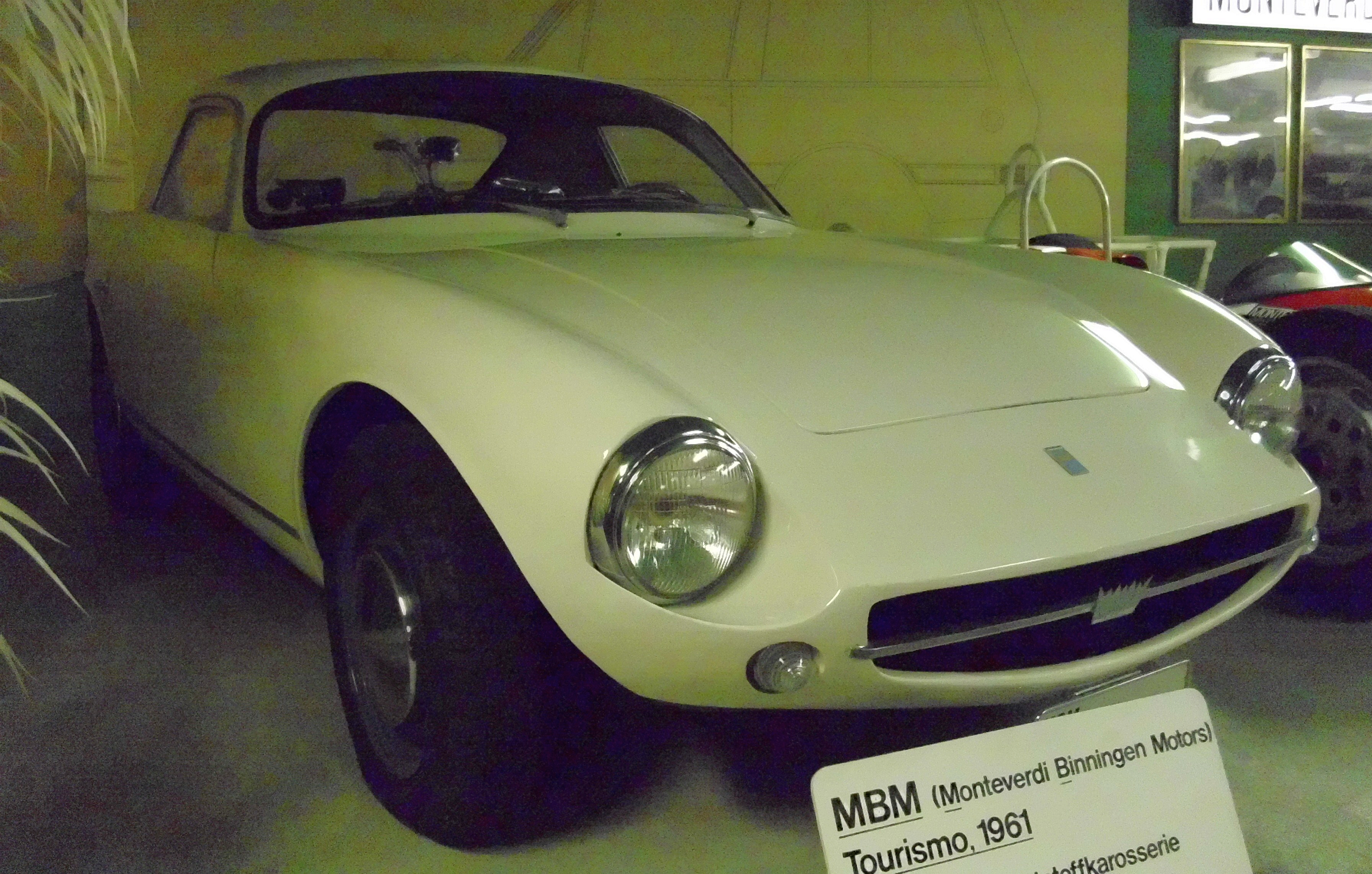
MBM Tourismo

Після того, як Монтеверді оговтався, він вирішив поховати останки машини, тим самим поставивши хрест на її подальшому розвитку. Але другий, що залишився в живих, болід, красувався тепер в шоу-румі фірми. Травми, отримані під час аварії, ставлять хрест на гоночній кар'єрі Монтеверді, тому він зосереджується на автомобільному бізнесі. 1961 року Мантцель залишає фірму, тоді приходить новий інженер — Герхард Міттер, при цьому Монтеверді перейменовує фірму в Monteverdi Binningen Motors. Тепер його компанія МВМ будує два цивільних автомобіля з кузовом купе. Новинка була клоном британського автомобіля Heron Europa (фірми, яка перебувала в Гринвічі), єдине, що швейцарець зробив, — трохи змінив передню частину склопластикового кузова, встановленого на раму. Під красивою оболонкою ховалася начинка від літрового Ford Anglia 105E, але замість барабанів спереду були встановлені дискові гальма.
У грудні 1961 року на Лондонському автошоу був показаний ще один автомобіль — BMB Sports 100, автомобіль з кузовом типу «Баркетта» і 1.1 л 100-сильним мотором фірми OSCA (в його основі лежав мотор фірми FIAT). Алюмінієвий кузов був виготовлений базельським майстром Петером Хенером за ескізами Монтеверді і встановлений на трубчасту раму власної конструкції. Машина виявилася занадто дорогою, на 50% дорожче Porsche 356 і майже стільки ж коштував куди потужніший Jaguar E-Type. Тільки навесні 1962 року був проданий єдиний екземпляр відкритої машини, Курт Хубер, який купив машину, застосовував її за призначенням, а саме — брав участь у змаганнях, поки не розбив машину.
Після невдалої спроби виробництва власних автомобілів Петер розширив список брендів, які представляла його фірма, тепер швейцарець представляв з 1963 року інтереси фірми Jensen, з 1964 року — Bentley і Rolls-Royce, а з 1965 просував, причому досить успішно, продукцію фірми BMW, підписання контракту з останньою компанією приспіло саме вчасно, оскільки в цьому ж році, восени, між Монтеверді і Енцо Феррарі назрів конфлікт. Феррарі намагався наполягти на тому, щоб Монтеверді викупив досить велику партію автомобілів, вироблених «Феррарі», при цьому сплативши гранд наперед. Монтеверді був проти цієї угоди, він скозав, що машини з Маранелло ненадійні і незручні, його багаті клієнти часто скаржилися на недостатню розкіш досить недешевих машин, плюс швейцарця замучили постійні рекламації. Проте діалогу не вийшло і, розірвавши відносини, які тривали майже 8 років, Монтеверді вирішує утерти ніс буркотливому і шкідливому старому практично так само, як це зробив Ламборгіні, який теж особисто висловив «Коммендаторе» все, що думає про якість його продукції.
Петер сідає за креслярський стіл і починає проєктувати автомобіль, за основу було вирішено взяти трубчасту раму квадратного перетину, двигуни за підказкою його приятеля, а за сумісництвом і головного редактора швейцарського видання Automobil Revue, — Роберта Брауншвайга було вирішено купувати в американців, перевірені іншими дрібними виробниками типу Facel Vega, Jensen, Iso-Rivolta та іншими. «Магнум 440» (фірми Chrysler) об'ємом 7-7.2 л видавали від 350 до 400 к.с., трансмісія також була запозичена у фірми Chrysler. Кузов взявся проєктувати П'єтро Фруа, який якраз в 1965 році заснував свою справу — Studio Technico Pietro Frua, а до цього останнім його місцем роботи була кузовобудівна фірма Carrosserie Italsuisse, що перебувала в Женеві. Саме працюючи там Фруа створює Maserati Mistral Coupé, а трохи пізніше і схожий на неї британський АС 428. Первісток швейцарського бренду був дуже схожий з двома колишніми роботами італійця.

## Автомобілі Monteverdi
Машина, яка була названа High Speed 375, була вже готова, і навіть з'явився проспект автомобіля MBM High Speed 375, як товариш «Брауні» починає казати Петеру, що такій потужній і красивій машині треба звучнішу назву марки, ніж просто MBM, в підсумку милозвучне прізвище швейцарця, який мав досить відомого однофамільця — італійського композитора часів бароко — Клаудіо Джованні Монтеверді, і дало назву нової марки.

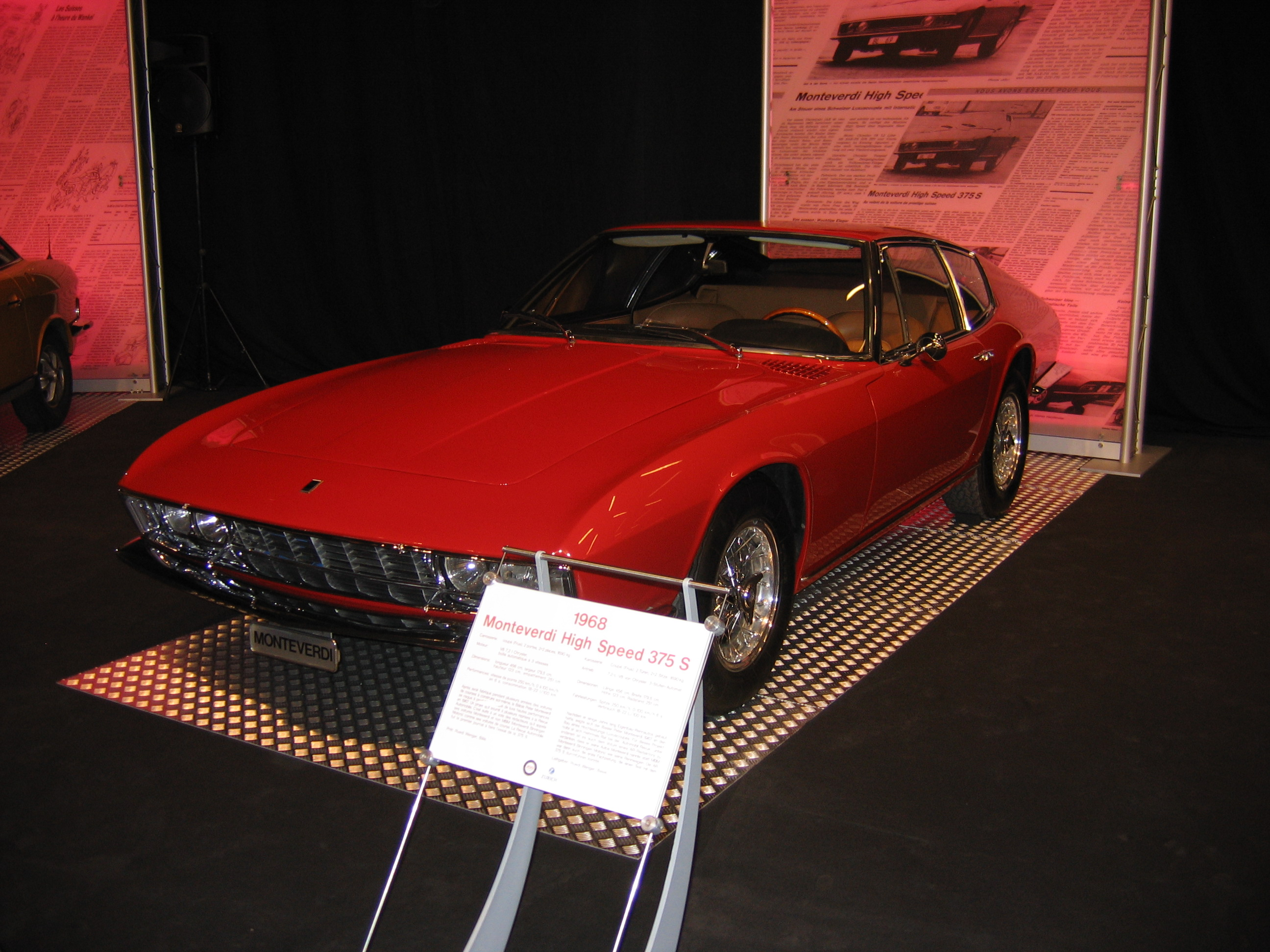
Monteverdi 375S Frua

У вересні 1967 року на Франкфуртському автосалоні був представлений двомісний купе — Monteverdi High Speed 375S, який поки не був готовий до самостійного пересування.
Буквально вже через місяць машина була готова до продажу. Раму виготовляла дрібна фірма Stahlbau GmbH, яка перебувала в Мутенце (кантон Базель-Ланд), передня підвіска машини була незалежною двоважільною з пружинами, а задня — залежна типу Де Діон, там же на машину встановлювався 7.2 л мотор, на вибір агрегатували його або 4-ступінчастою ручною коробкою, або 3-ступінчастою Torqueflite Eight, рульову рейку з підсилювачем поставляла німецька ZF, а дискові гальма всіх коліс закуповувалися у Girling, редуктор з блокуванням надходив від Salisbury. Далі шасі, здатні самостійно пересуватися, вирушали до Турина, де на них встановлювався вручну виготовлений алюмінієвий кузов, там же проводилася обробка автомобіля, і фірма Montevedi отримувала готовий продукт. Машина розганялась до 250 км/год, а сотню розмінювала за 6 секунд.

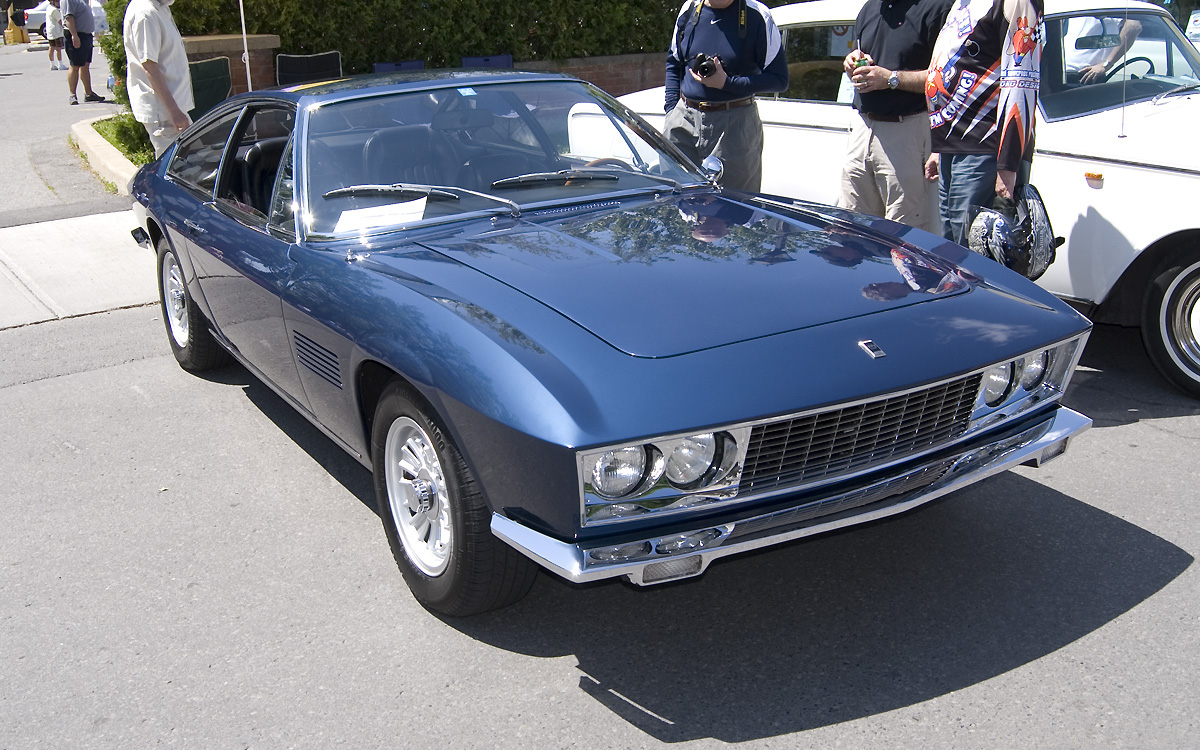
Monteverdi 375L Frua

У середині 1968 року компанія спільно з Фруа готує подовжену версію (плюс 15 см), оскільки покупці бажали мати 4-місний сімейний варіант автомобіля. Кузов був трохи видозмінений, завдяки довшій базі з'явилося довше заднє бокове вікно. Крім цього коротка версія обзавелася версією 400SS, Монтеверді запропонував своїм покупцям щось «гарячіше» — 7-літровий мотор, потужністю в 400 к.с., який дозволяв розганятися машині до 100 км/год за 5.5 секунд, і розвивати максимальну швидкість в 270 км/год.

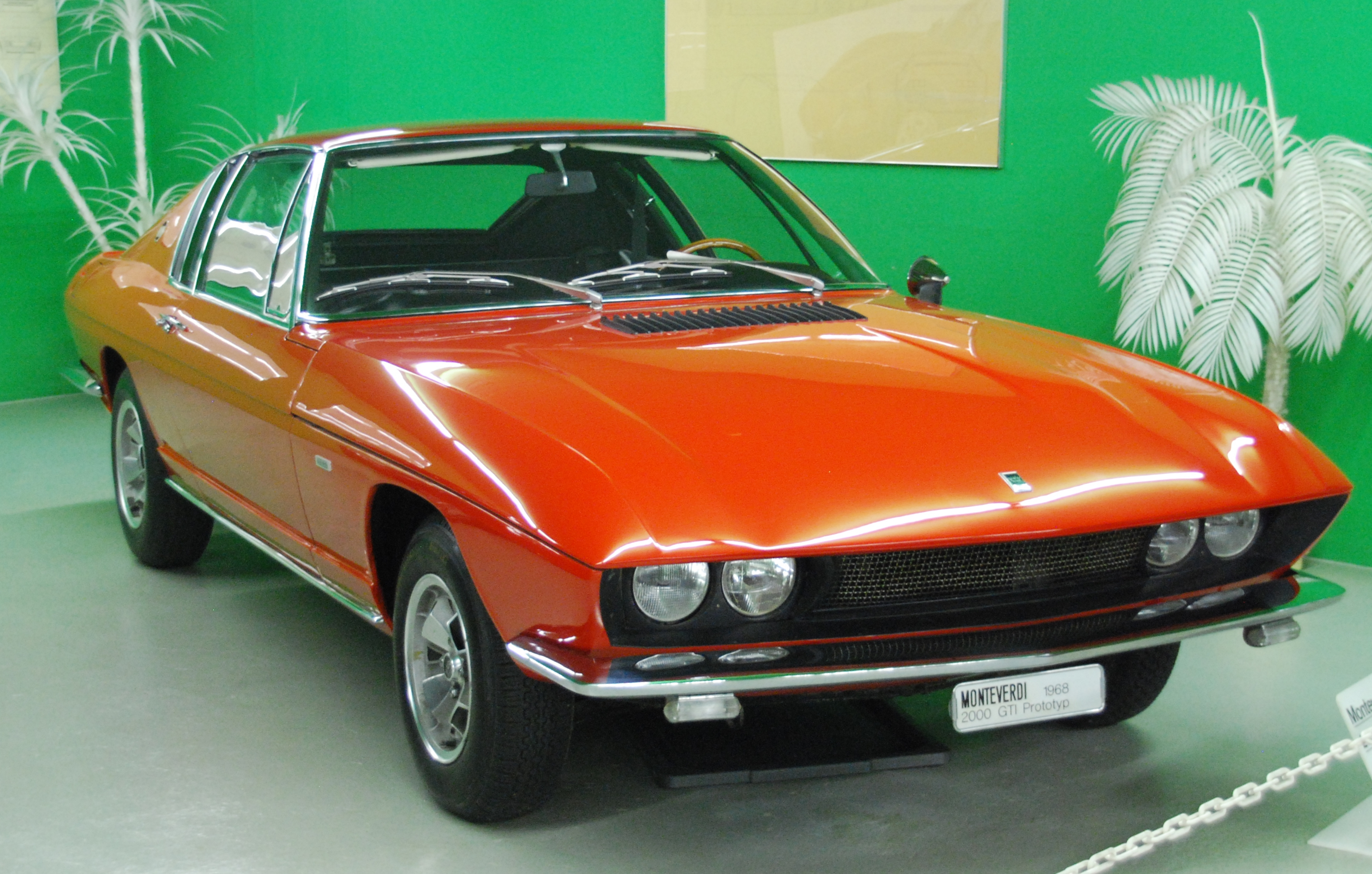
Monteverdi 2000 GTi

У тому ж році на Женевському автосалоні була представлена ще одна машина поряд з двома попередніми, це був — Montevedi 2000 GTI, автомобіль з кузовом купе був побудований Фруа в стилі старших моделей. Елегантний кузов приховував під собою не що інше, як начинку від BMW 2000, однак Монтеверді піддав машину модернізації, мотор отримав два здвоєних карбюратора «Солекс», що дозволило зняти з нього 130 к.с. проти 120 у донора, а також на машину встановили 5-ступінчасту ZF, яка стояла в базі на версії 2000 Ti, в підсумку максимальна швидкість виросла до 190 км/год.

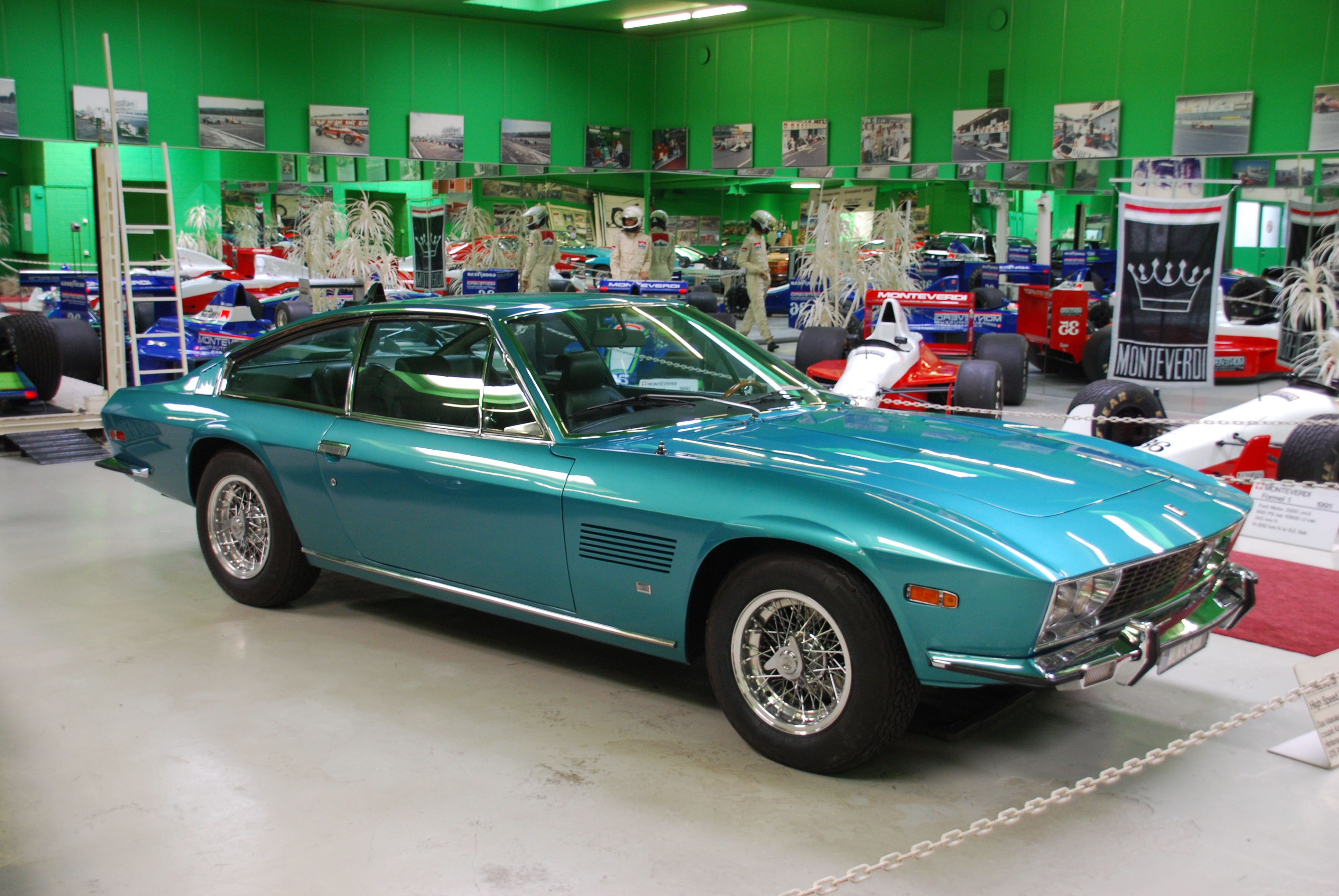
Monteverdi 375L Fissore Series II

Однак новинка не йде в серію, оскільки між панами Петером і П'єтро спалахує конфлікт, Монтеверді підписав контракт на поставку 50 кузовів, проте синьйор Фруа за рік поставив всього 11 одиниць кузовів, бо його фірма була завантажена іншими контрактами, плюс італійці постійно влаштовували страйки, влаштовуючи своїм господарям зриви поставок. У результаті Монтеверді став шукати іншого виробника оболонок для його автомобілів, але тут Фруа поставив вето на використання свого дизайну, в результаті «Монті» так і не побачив світ, а «Високі швидкості» піддалися модернізації. Новим партнером швейцарця стала італійська контора за назвою Carrozzeria Fissore, яка розташовувалася в Савільяно. 1969 року починається виробництво оновленої версії, тепер шасі, що виготовлялися в Біннінгені, поставлялися в Савільяно, де на них встановлювалися кузови, після чого машина поверталася до Швейцарії для подальшої комплектації. «Фіссоре» видозмінив кузов, зробивши його незграбнішим, ззаду на машину встановили ліхтарі від Alfa Romeo Giulia Berlina, а перші екземпляри цієї марки оснащувалися дзеркалами від SIMCA. Другу серію стали виготовляти і в праворульній версії, оскільки в Англії знайшовся агент, який став продавати «Монтеверді» у себе на батьківщині, це була компанія Hexagon Company.

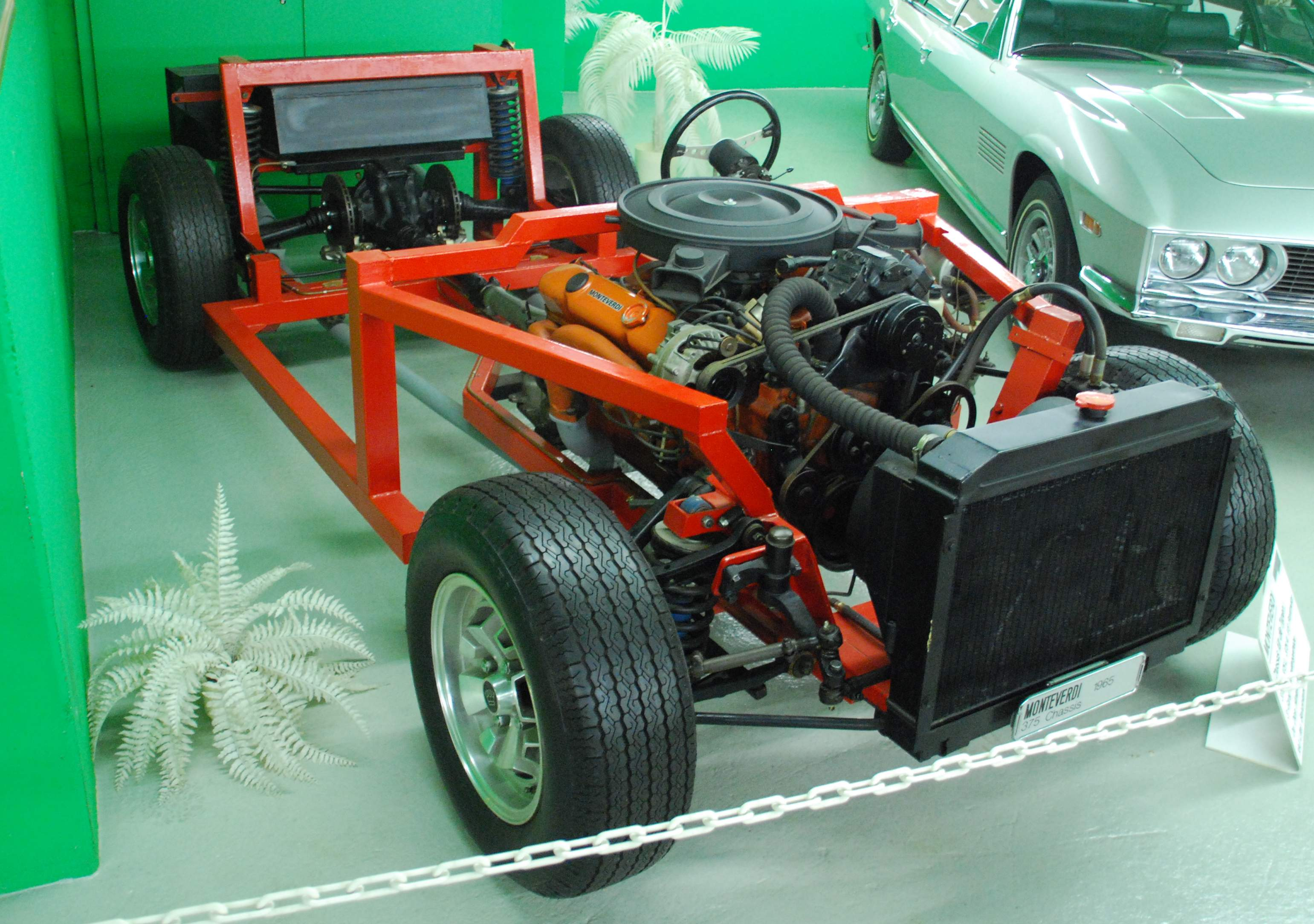
Шасі Monteverdi 375S

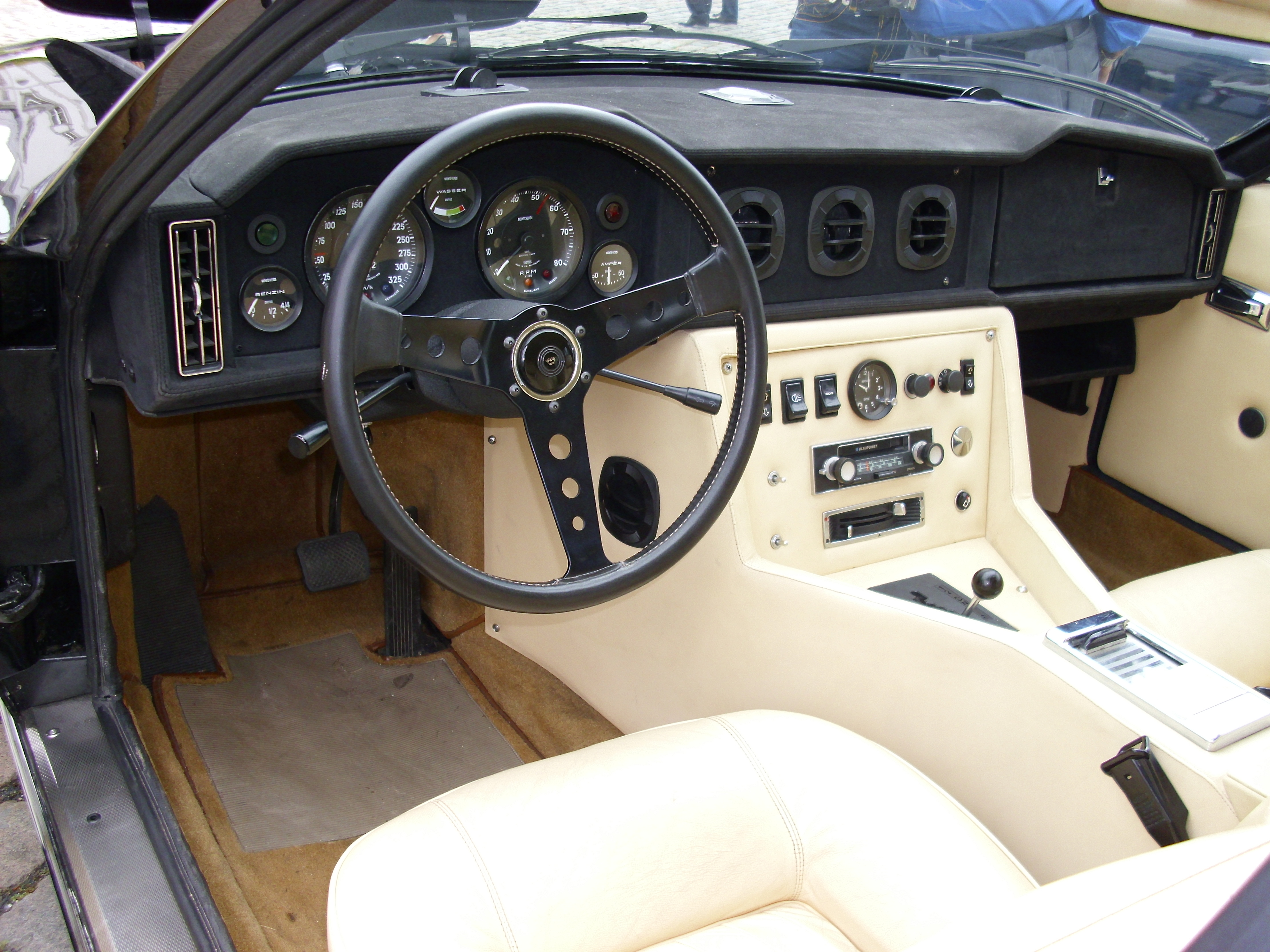
Салон Monteverdi 375S Fissore Series II

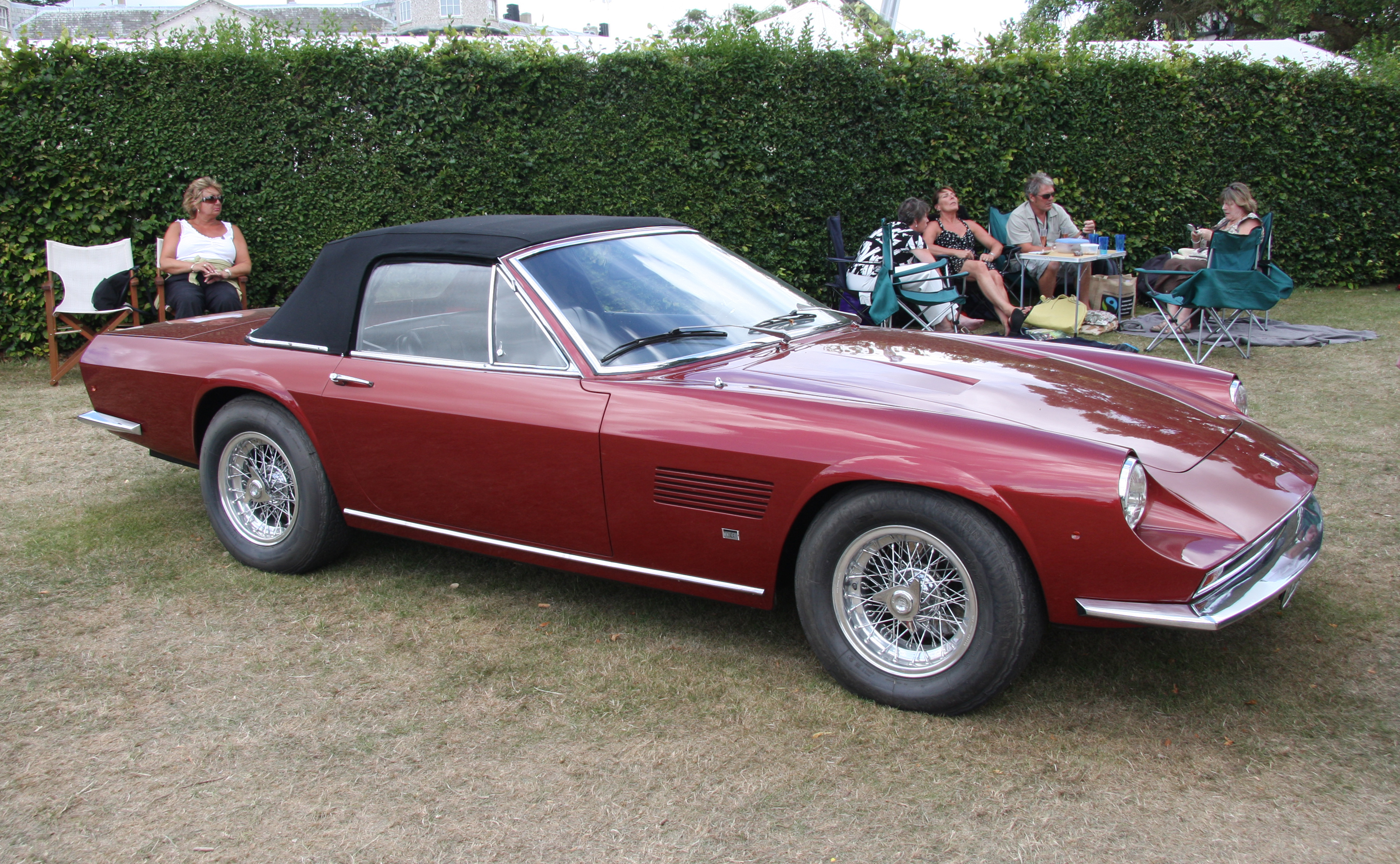
Monteverdi 375C Fissore

Оскільки Фруа виграв у суді, заборонивши використовувати свій дизайн на швейцарських автомобілях, то дизайн моделі 375S теж довелося переглянути, вийшов найкрасивіший автомобіль цієї марки, але при цьому сильно схожий на Maserati Mistral Coupe, на базі цієї моделі була також побудована і відкрита версія цієї машини — 375С, яка стала рідкісною. Взагалі короткі машини попитом не користувалися, було побудовано всього шість 375S і дві 375C.

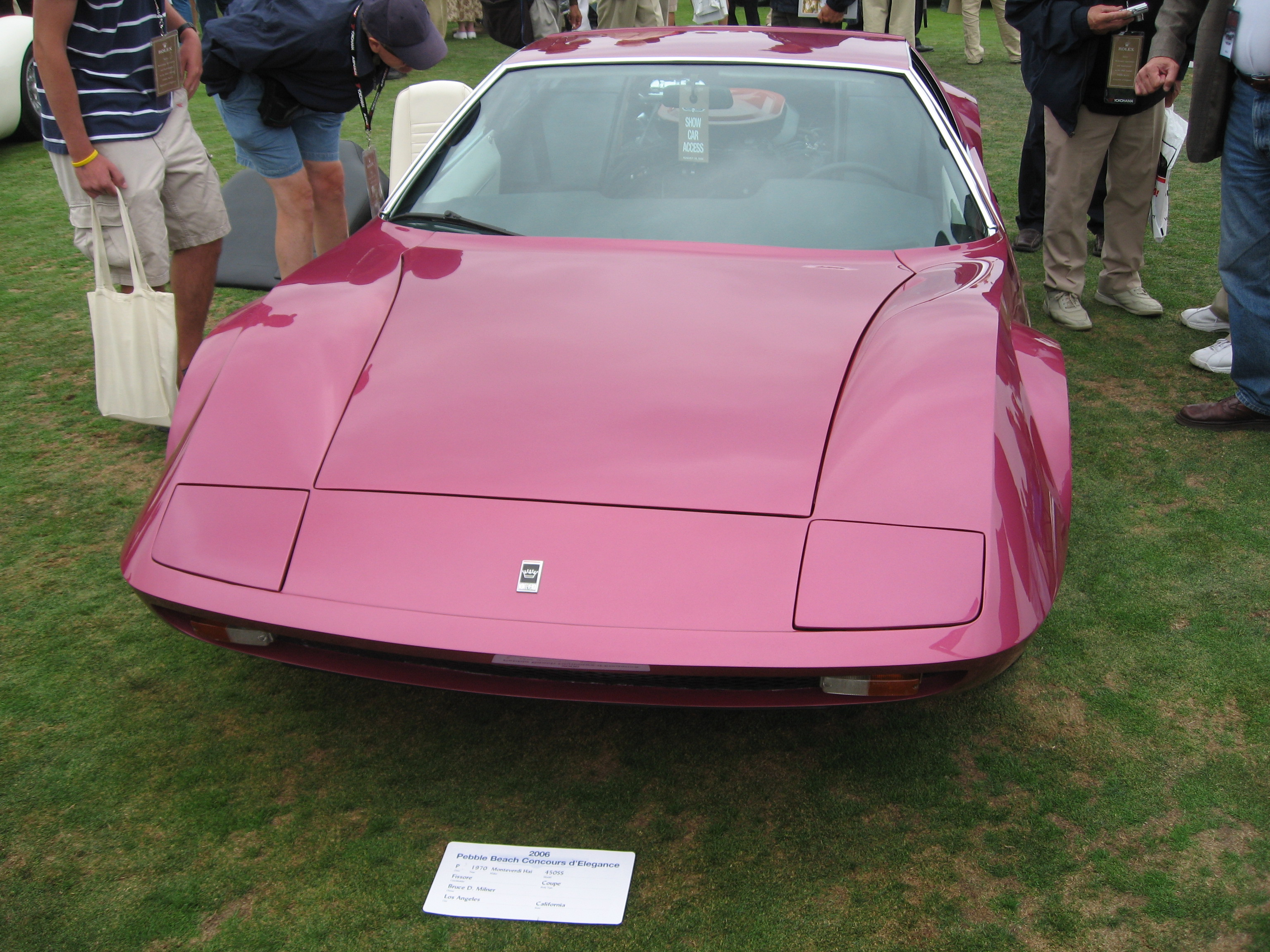
Monteverdi Hai 450SS

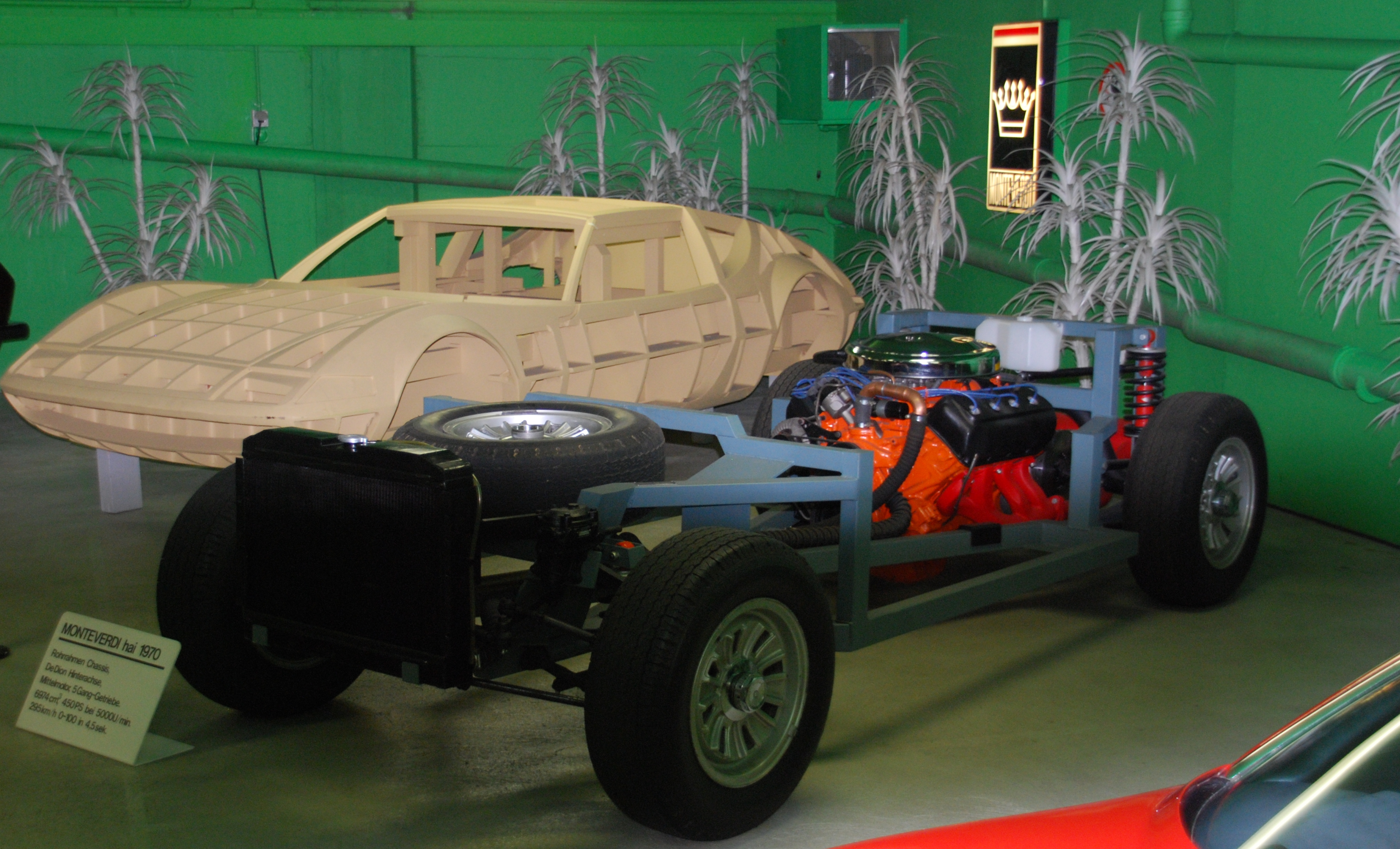
Шасі з технічною начинкою Monteverdi Hai 450SS

З новим десятиріччям з'являються і нові моделі. Самою значущою новиною була поява моделі Hai 450SS («Hai» перекладається з німецької як акула) — середньомоторне купе. Рама і шасі були зроблені за старою схемою — з труб квадратного перетину, які виготовлялися старим партнером Stahlbau GmbH, підвіска спереду і ззаду не зазнала практично ніяких змін, але двигун Series F був особливий. Він використовувався на автомобілях, що виступали у «Наскар», він мав об'єм 7 літрів і потужність в 425 к.с.. Монтеверді спеціально літав до США, щоб умовити Френка Кемпкенса і Лу Фрідмана, завідувачів відділом експорту-імпорту концерну Chrysler. Коробка передач з п'ятьма передачами для такої машини була придбана у фірми ZF, рульова рейка була від тієї ж фірми. Кузов був спроєктований працівником фірми «Фіссоре» — Тревором Фьоре, серед особливостей були виступаючі арки передніх коліс, які були вище лінії передка. Однак був побудований всього один автомобіль, оскільки ціна на нього була значно вищою, ніж у конкурентів з Італії — «Ламборгіні» або «Феррарі», але при цьому машина була шикарно оброблена: вікна були з електричними підйомниками, водія і пасажира охолоджував кондиціонер, сидіння були з підголівниками, при цьому самі сидіння були обшиті шкірою британської фірми «Коноллі». Однак у автомобіля, який міг розігнатися до 290 км/год і розганявся до ста за 4.9 секунди, був істотний недолік — база була занадто короткою і двигун виходив за межі відведеного його місця, тому в салоні було дуже шумно, плюс двигун грів спини «пілотів».

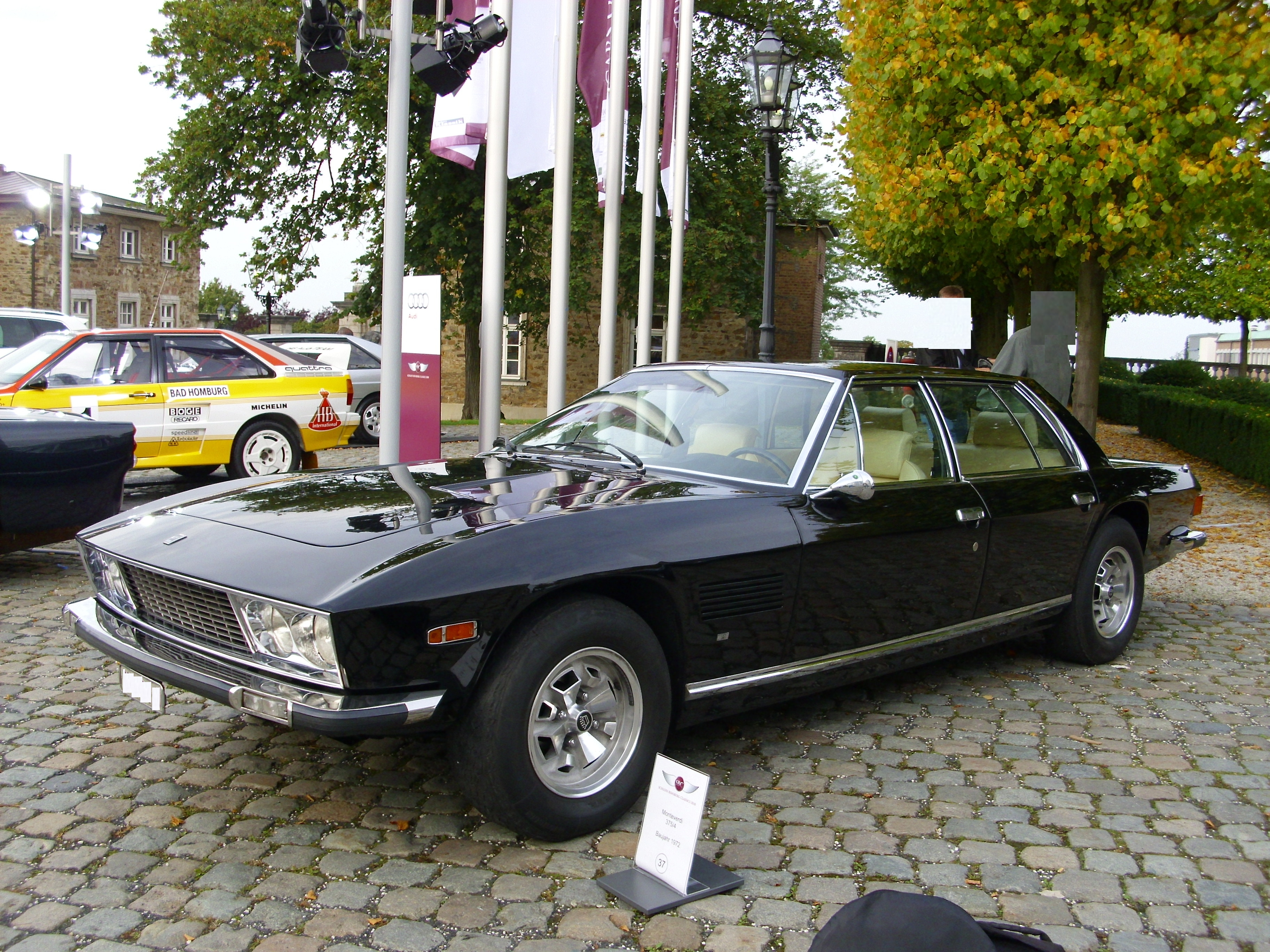
Monteverdi High Speed 375/4

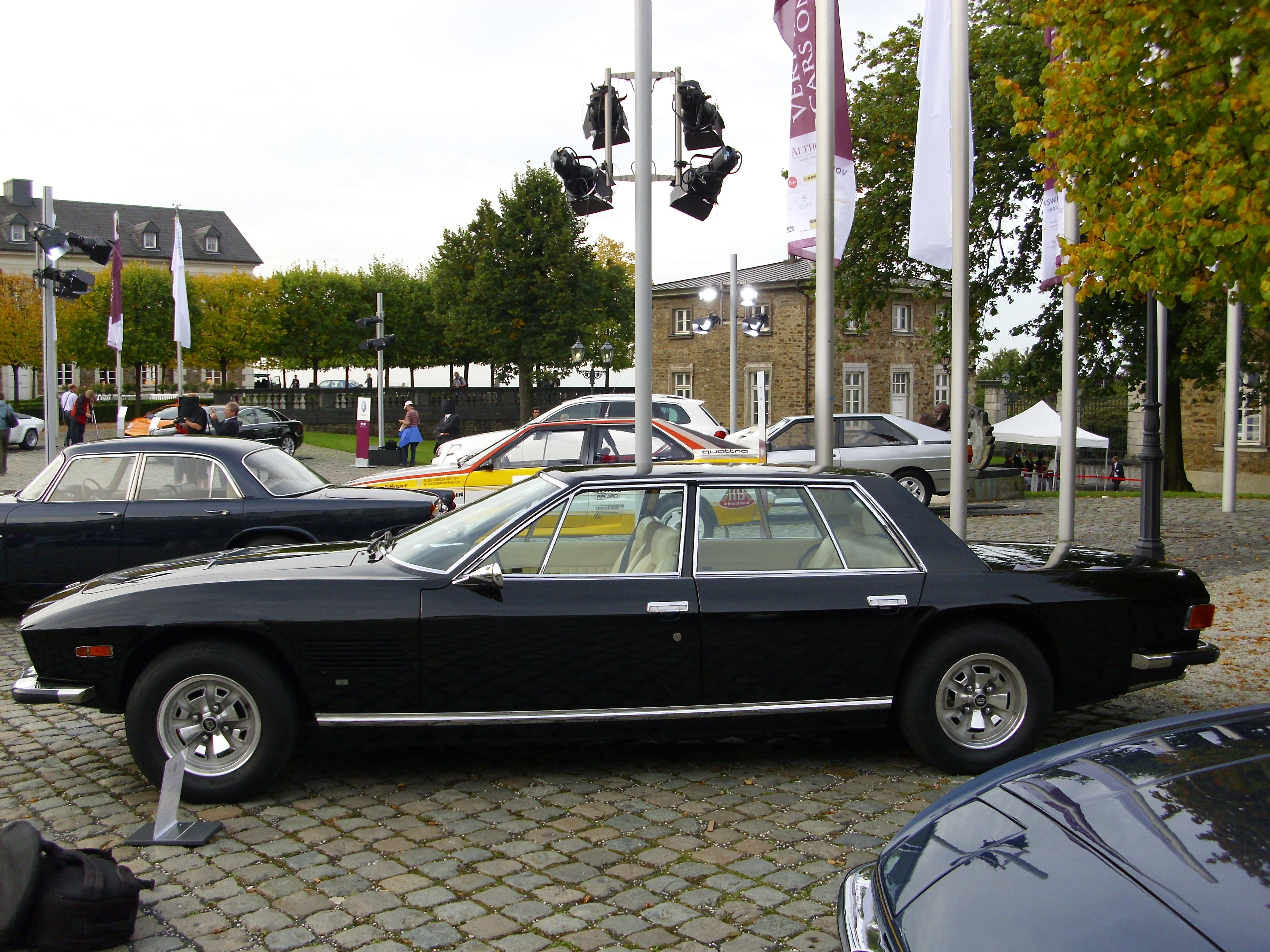
Monteverdi High Speed 375/4

Другою новинкою стала поява представницького седана на базі серії High Speed 375, він називався High Speed 375/4. Седан отримав подовжене на 50 см шасі, кузови для нього виготовляли фірми Carozzeria Fissore, Embo SpA і Poccardi. Мотор, об'ємом 7.2 л, був дефорсований до 340 к.с., що не заважало розганятися до 250 км на годину, а ось сотню розмінював седан лінивіше купе, в районі семи секунд. Машина шикарно оброблялася, салон мав шкіряну обшивку, всі стекла мали електропривід, кондиціонер, радіотелефон і за замовленням телесистему фірми Sony. Автомобіль особливу популярність придбав у арабів та азіатів, хоча й американці з австралійцями купували цей автомобіль. Про масове виробництво не доводилося говорити, оскільки всього було побудовано 28 автомобілів з кузовами різних виробників. Монтеверді мріяв, щоб на його машинах їздив уряд Швейцарії і посли, доводячи свою патріотичність, проте швейцарський уряд не звертав увагу на його сподівання, і продовжував закуповувати за океаном «Кадиллаки». Пізніше Монтеверді пропонував автомобіль цієї серії безоплатно в особисте користування президенту Швейцарії, проте навіть безкоштовно йому авто було непотрібне.

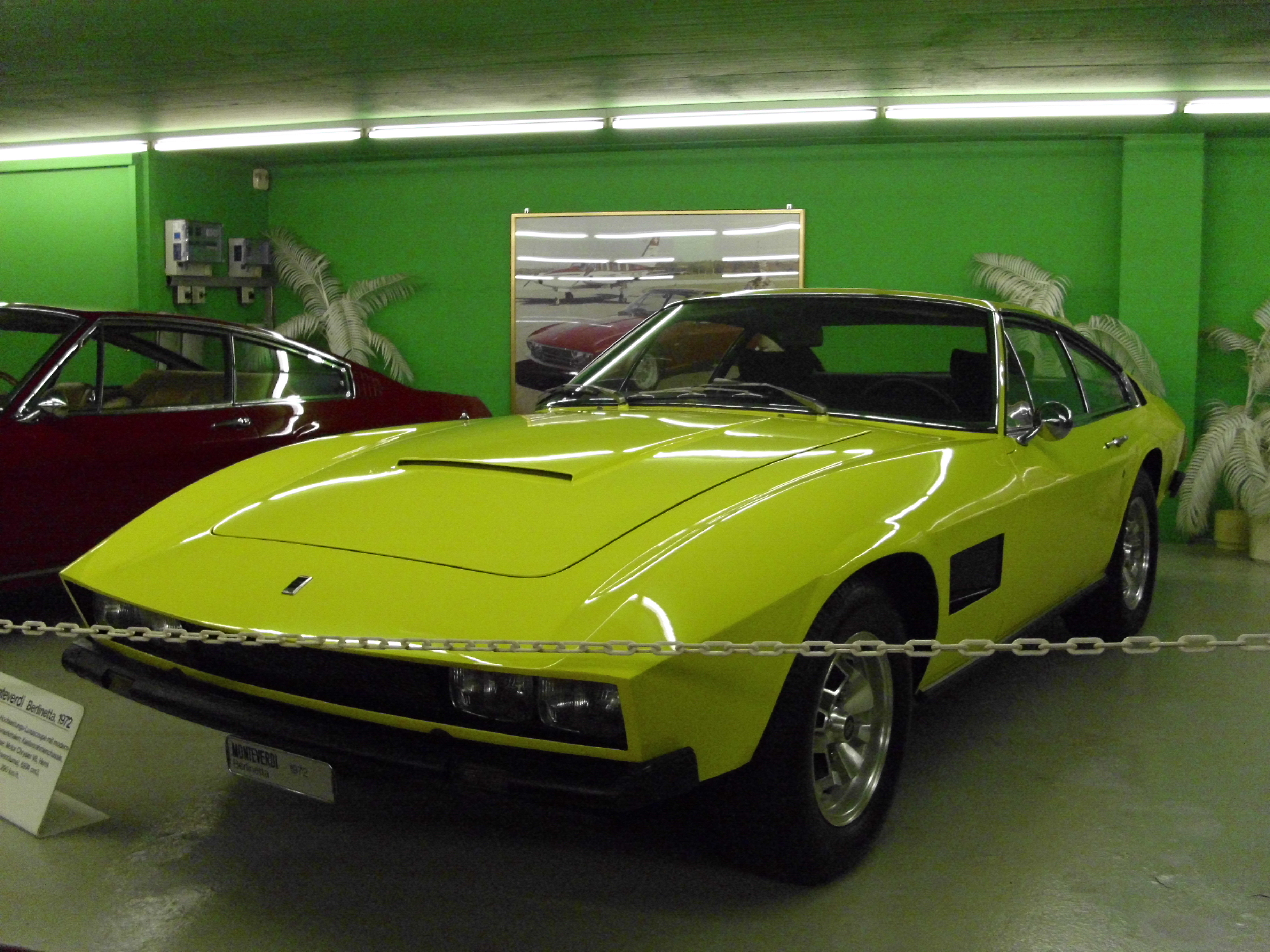
Monteverdi Berlinetta

Фірма постійно щось творила, у підсумку в 1972 році з'являється новий автомобіль з кузовом купе — Berlinetta, який був модернізацією серії High Speed 375L, наступника моделі 375S вирішили не виводити на ринок, оскільки за два роки роботи з «Фіссоре» було побудовано всього шість коротких купе. Оновлене купе, крім нового салону, отримало 7-літровий 390-сильний мотор, який не перегрівався так, як його більший побратим.

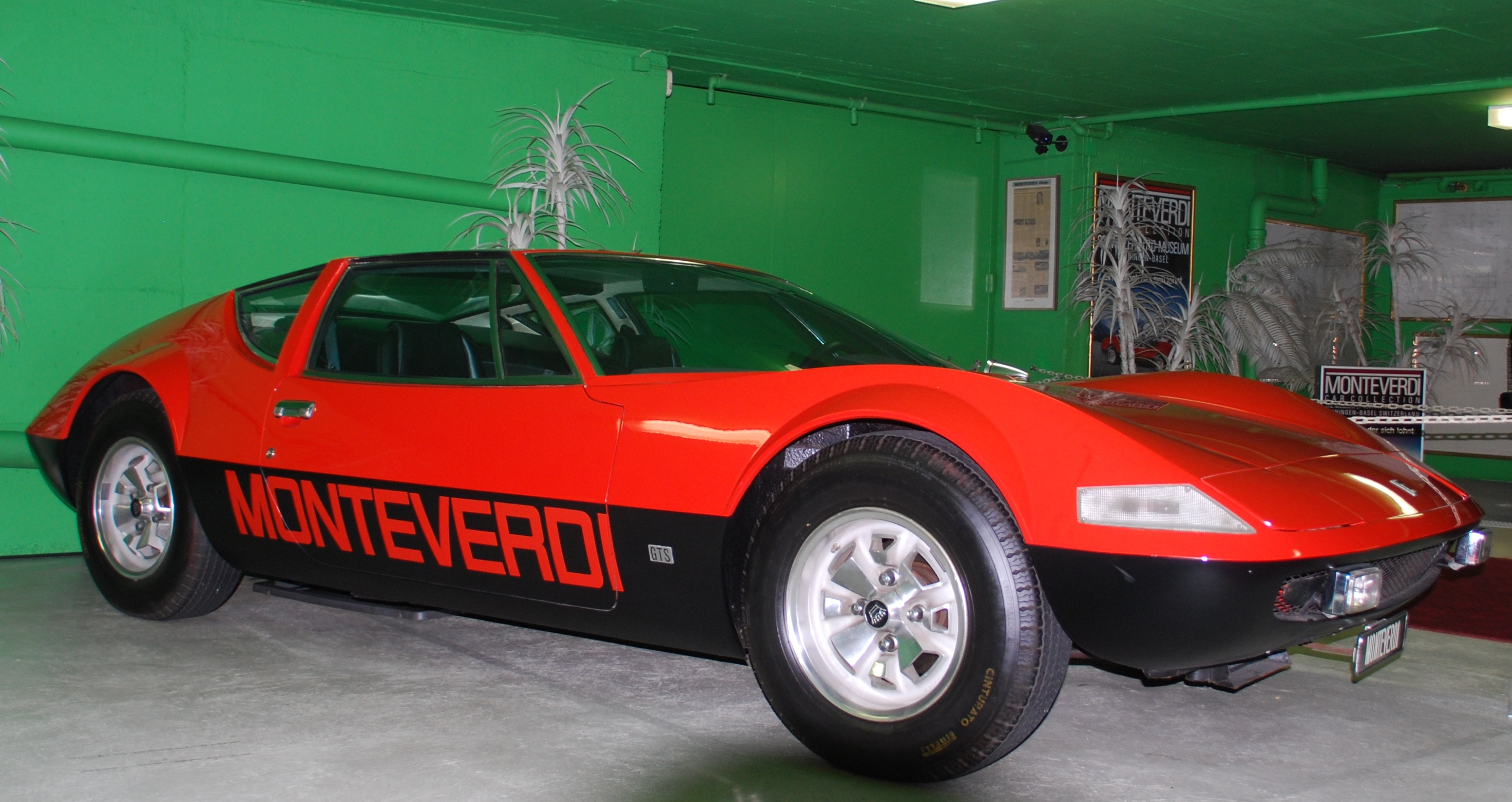
Monteverdi Hai 450GTS

Через рік на автомобільних автошоу поряд з Hai 450SS став з'являтися ще один автомобіль, схожий на нього. Монтеверді постійно щось міняв в єдиному зробленому Hai 450SS і для різних виставок перефарбовував його, тому ходять чутки про декілька випущених примірників цієї моделі, але на ділі ця машина була продана всього-лише в 1982 році. 1973 року Монтеверді підготував довшу версію середньомоторного купе — Hai 450GTS. Подовження бази пішло на користь, і тепер двигун, який був більш слабким — 7.2 л 390-сильним, не заважав пасажирам шикарно обробленого кокпіта. Не дивлячись на те, що мотор був на 35 к.с. слабшим, максимальна швидкість виросла до 295 км/год.

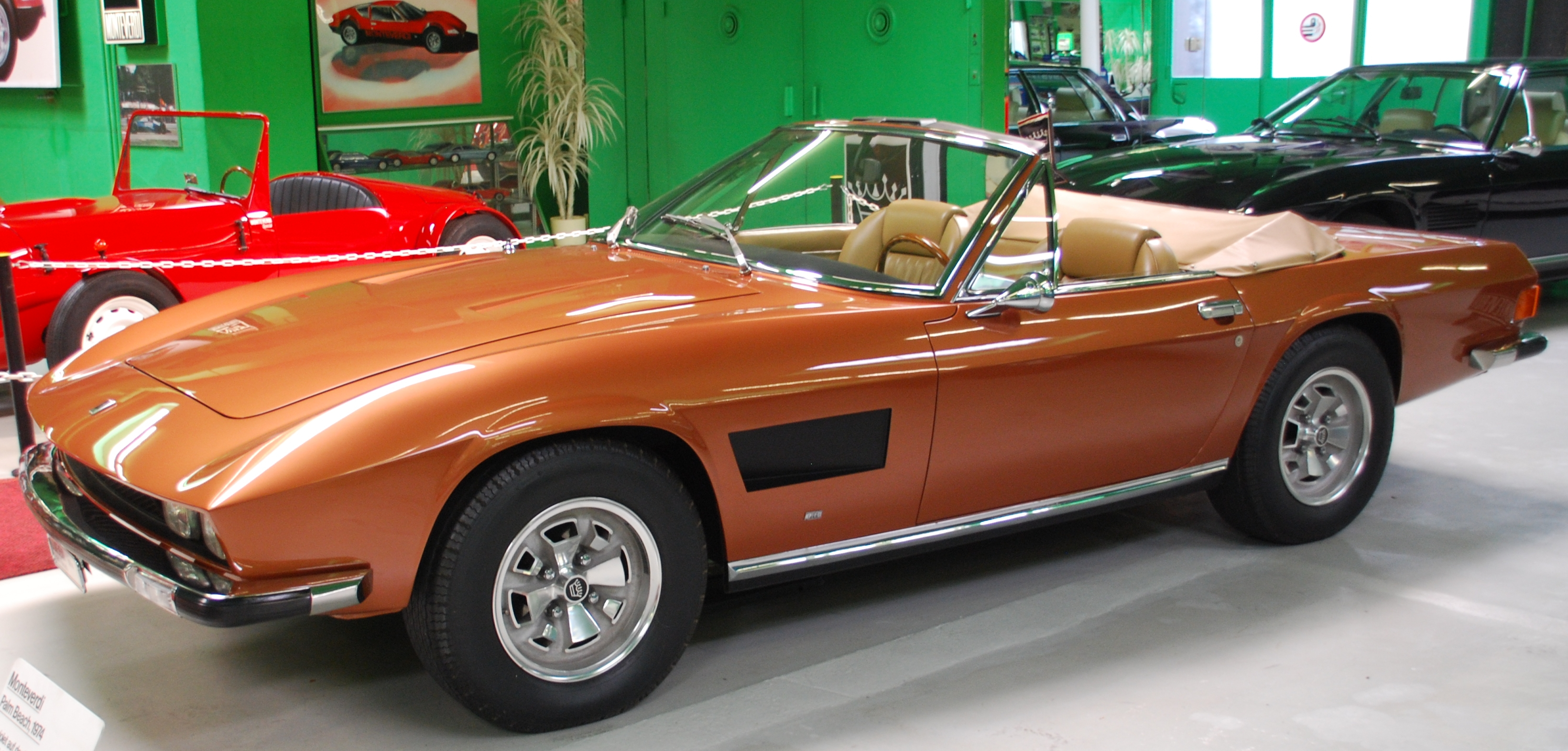
Monteverdi Palm Beach

У 1974 році, коли настала паливна криза (внаслідок ембарго кінця 1973 року), починається робота над черговою відкритою машиною бренду, за основу був узятий досить рідкісний High Speed 375C, всього було продано дві машини цієї моделі, остання з яких була випущена ще в квітні 1971 року. Під капот розмістили 7-літровий мотор, Монтеверді дістав цілих 50 моторів для своєї моделі Hai 450SS, проте машина так і не пішла в серію, так що тепер потужні мотори встановлювали в інші серійні машини марки, дизайн кузова виготовили в стилі моделі Berlinetta. В результаті в березні 1975 року в Женеві на автошоу демонструється нова модель, яка стала зватися Palm Beach.
Однак і цій моделі було призначено стати мрією колекціонерів, оскільки в США посилили норми безпеки, і кабріолети стали поза законом, та ще й в найкращі роки Монтеверді продавав тільки кілька десятків автомобілів на рік, а тепер продажі взагалі впали до декількох одиниць на рік. І якби не продажі автомобілів марки BMW, які непогано розходилися, то невідомо чим би все це закінчилося. Сам Монтеверді говорив пізніше, що якби не його бажання виробляти автомобілі, то він був би куди багатшою людиною.
У 1976 році Монтеверді припиняє виробництво автомобілів, які були розроблені ним самим, але це не означало, що він взагалі відмовився від їх виробництва. Петер знайшов золоту жилу, яка допомогла йому забезпечити стабільність його підприємства. У 1970-ті роки особливої популярності набирали люксові позашляховики марки Range Rover, що недавно з'явилася. 1974 року, будучи у Відні, Монтеверді зауважив один позашляховик у імпортера марки International Harvester — це був досить аскетичний позашляховик Scout II, який сподобався швейцарцю.

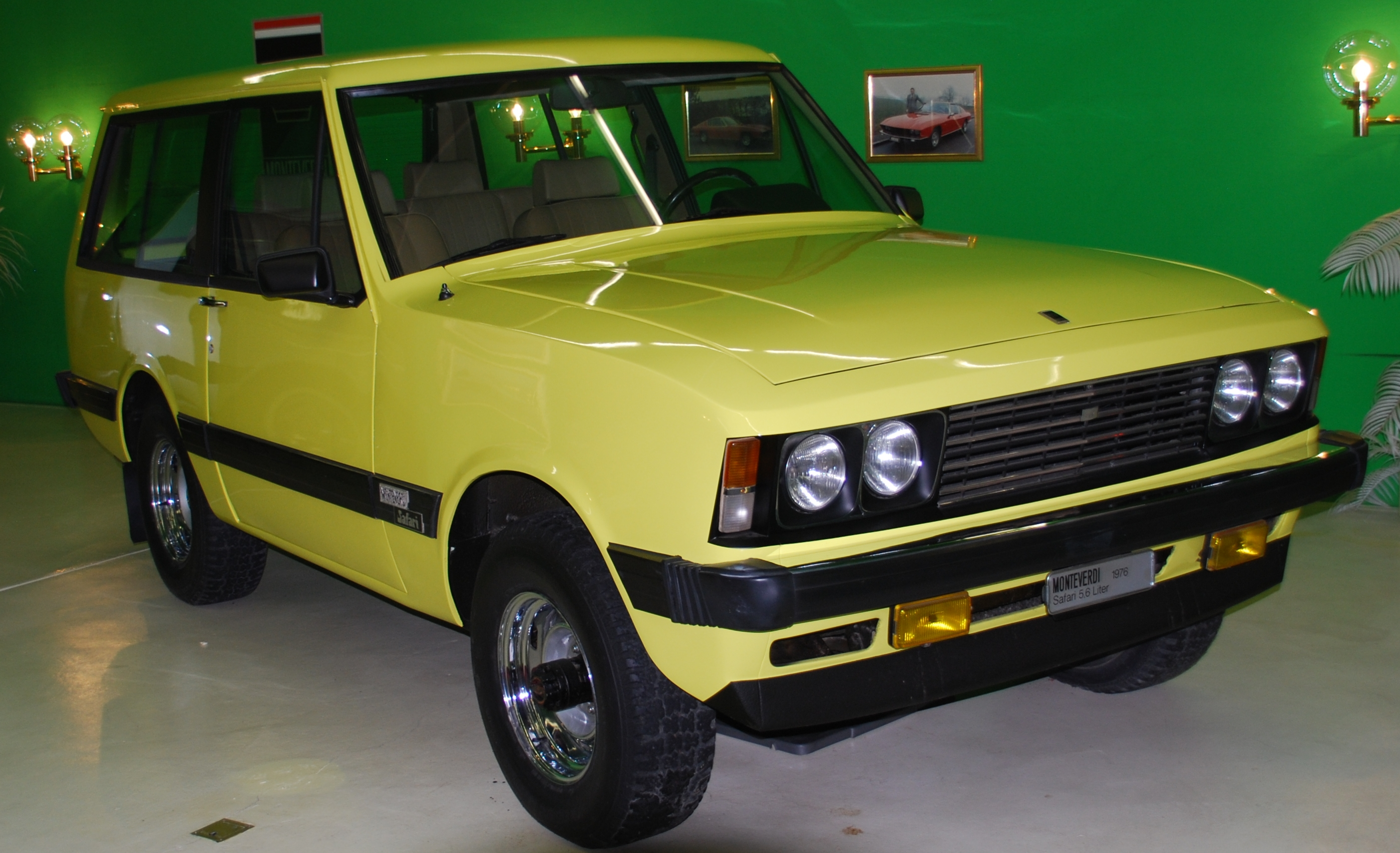
Monteverdi Safari

Після повернення додому Петер Монтеверді планував створити позашляховики, схожі на «Рендж Ровер» зовні з вузлами від «Інтернейшнл», але на власній рамі, спочатку він планував піти з пройденого шляху і робити машину на трубчастій рамі, як й інші свої твори. Однак здоровий глузд узяв гору, і в результаті було вирішено будувати машини на базі «Скаута 2». 1976 року на Женевській автомобільній виставці була представлена нова машина — Monteverdi Safari. Рецепт машини був простий — брався готовий «Скаут», відрізалось все зайве і приварювалось нове, спроєктоване старим партнером Carozzeria Fissore, під капотом містився 5.2 л двигун від «Крайслера», в оригіналу були інші власні мотори. Екстер'єр був зроблений з використанням елементів від інших автомобілів, так задній двостулковий люк був запозичений у «Рендж Ровера», задні ліхтарі — від універсалу «Пежо 504», передня оптика — від «ФІАТ 125TC», бампери використовувалися від модернізованого BMW E12. Інтер'єр ряснів розкішшю, що було у традиції швейцарця, в базі був кондиціонер, автоматична коробка передач, шкіряна обробка салону. Передні сидіння також були запозичені від BMW, але цього разу від Е23, тим самим посадка стала спортивнішою, в порівнянні з донором.
Двигунів спочатку пропонувалося два варіанти — 5.2 л 152 к.с. і 5.9 л, потужністю 180 к.с., обидва працювали на пару з автоматичною коробкою передач, повний привід підключався, причому обидва мости були «Дана 44». Навіть базова версія розвивала 165 км/год, а сотню розвивала за 13 секунд. Як за динамічними, так і за опційними можливостями швейцарська машина на голову перевершувала свого конкурента з Англії, який міг похвалитися тільки 3.5 л двигуном, при цьому у швейцарської машини був головний козир — наявність автоматичної коробки передач. Машина виявилася досить популярною, вона була ненабагато дорожчою за свого конкурента.

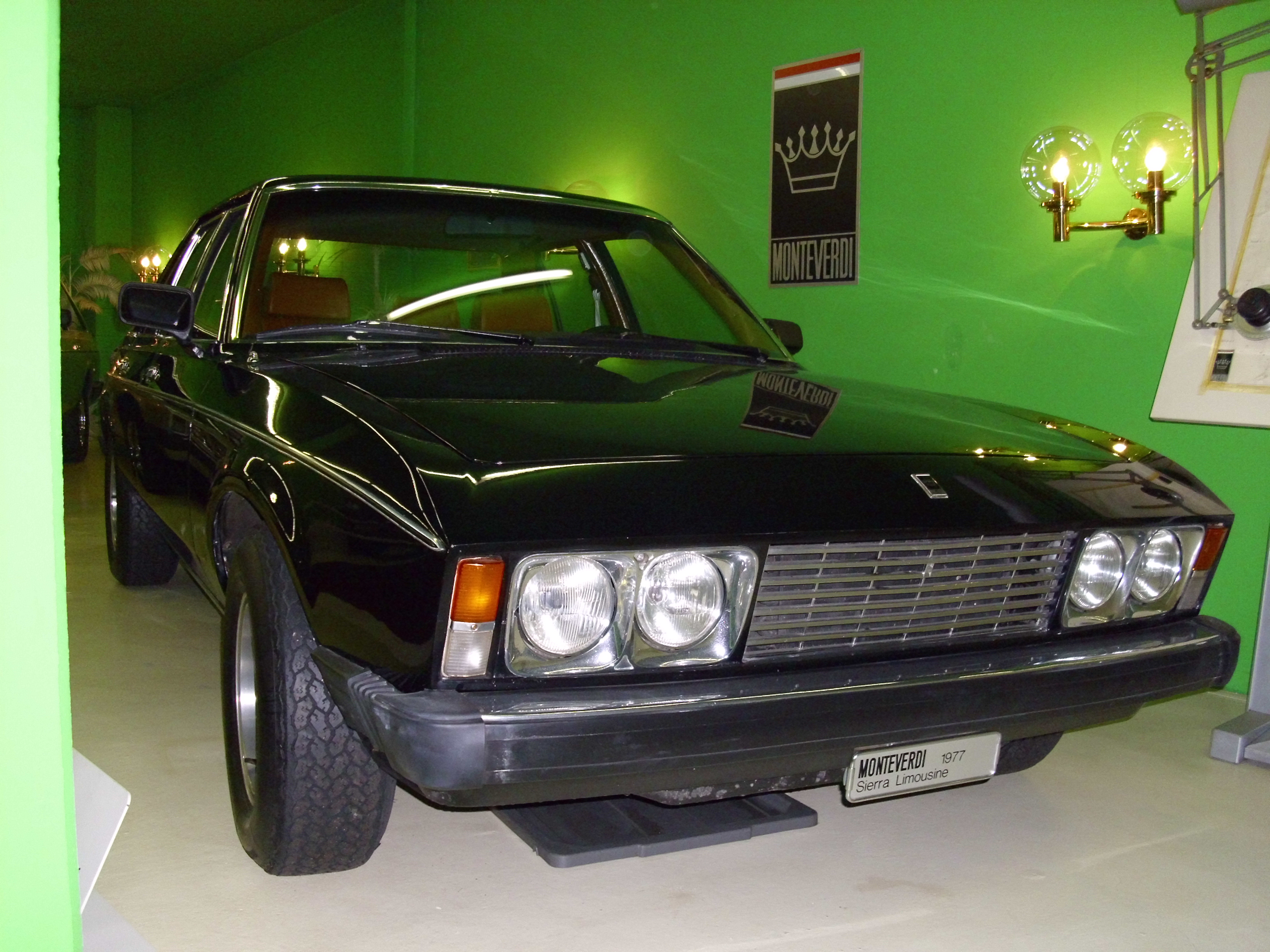
Monteverdi Sierra

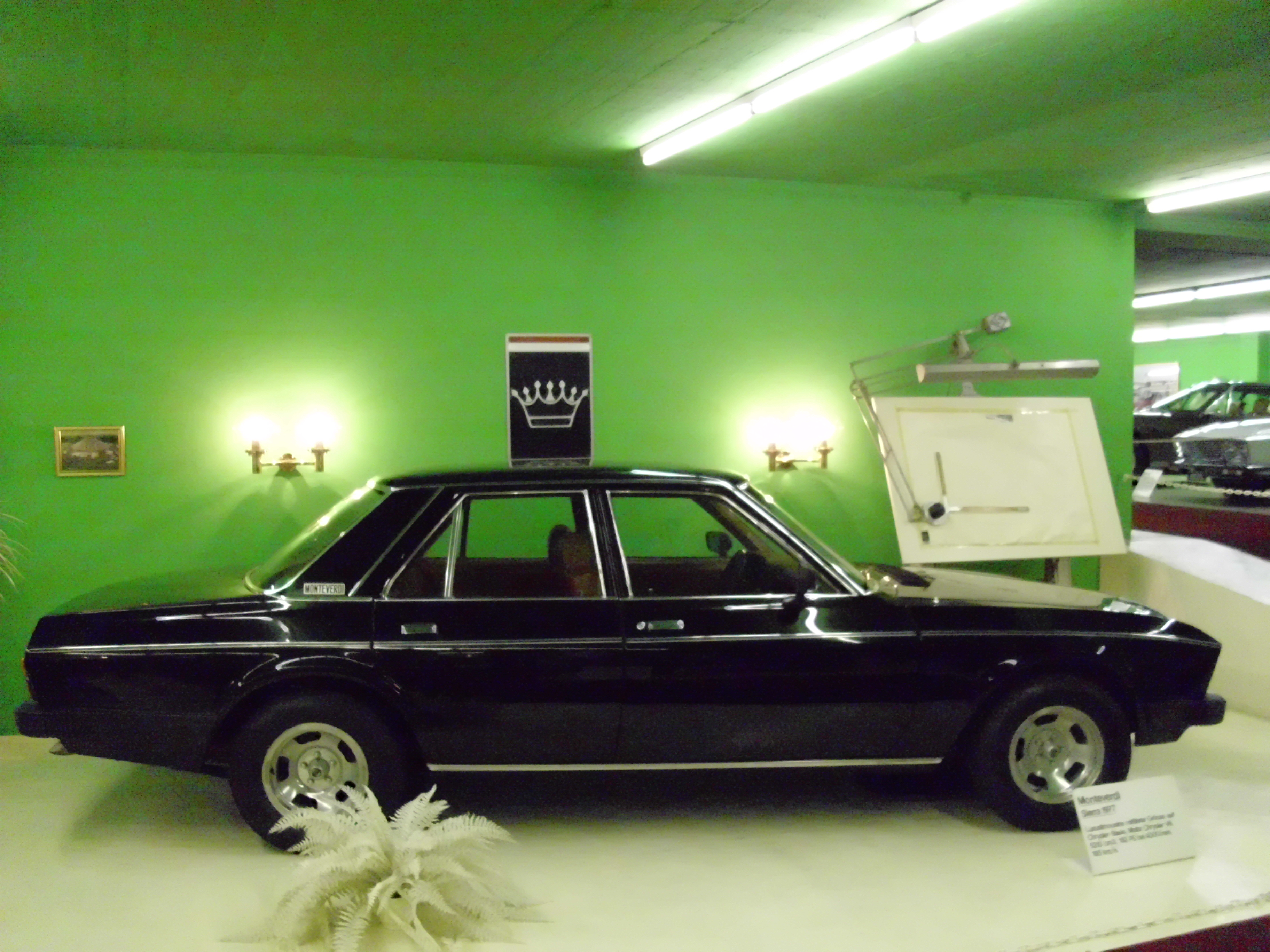
Monteverdi Sierra

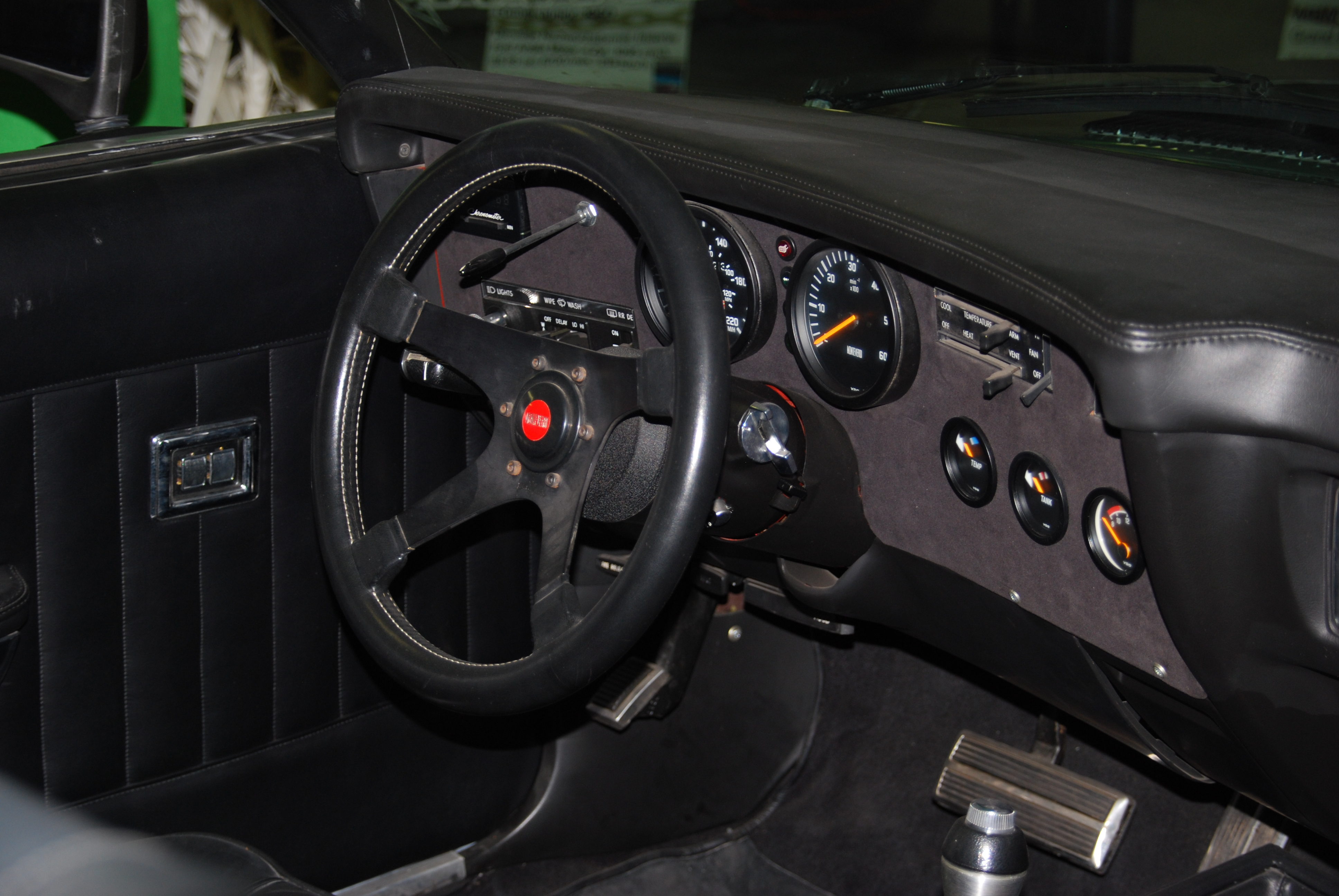
Панель приладів Monteverdi Sierra

Восени того 1976 року була представлена ще одна машина, цього разу легкова. І цього разу це була лише американська серійна машина, яка пройшла видозміни в італійському кузовному ательє «Фіссоре». Донором став досить доступний Dodge Aspen — «Автомобіль року» в США, структура кузова залишилася колишньою, але передні і задні крила були перероблені в стилі колишніх легкових автомобілів марки «Монтеверді». Передні фари спереду були запозичені від FIAT 125 Special, задня ж оптика дісталася від Renault R12. «Додж Аспен» і його побратим «Плімут Волері» мали проблему — у них швидко прогнивали передні крила, і «Крайслер» постійно відкликав продані машини назад для усунення недоліку, так що Monteverdi Sierra були позбавлені цього дефекту. Самі кузови седана перероблялися тепер не в Італії, а в Швейцарії, силами кузовного ательє Carrosserie A. Wenger & Cie з Базеля. Ця фірма існує досі, але займається вона тепер тільки комерційним транспортом, а її сьогоднішній власник Руді Венгер є головою клубу любителів марки Monteverdi. У салоні були встановлені сидіння від BMW, панель приладів залишилася колишньою за формою, але комбінація приладів була сильно змінена, також сама торпеда була обшита матеріалом. У стандарті були: велюрова обробка салону, електроприводи стекол і дзеркал, а от шкіра, кондиціонер і центральний замок входили в список опцій. Моторів було два, точно такі ж стояли і під капотами серійних «Аспена»/«Волері» — 5.2 л з 4 карбюраторами, потужністю 160 к.с., і 5.9 л мотор, потужністю 184 к.с.. З такими агрегатами машина розвивала швидкість від 180 до 210 км/год, а до сотні у неї йшло 10 секунд.
У 1978 році модель Safari отримує нові двигуни, 5.2 л від Chrysler змінюється 5.7-літровим 165-сильним двигуном International, який, маючи більший крутний момент, був все-таки краще пристосований до позашляхового покриття. Топовий мотор, об'ємом 5.9 л, змінюється ще більшим двигуном, вже відомим за колишніми автомобілями марки, — 7.2 л, потужністю 305 к.с., що робить цю модель найпотужнішою і найшвидшою серед позашляховиків (максимальна швидкість — 200 км/год, розгін до ста — за 10 секунд). Проте настільки шикарна машина знайшла всього сім покупців, і всі вони не були стурбовані ціною на бензин, оскільки жили на Аравійському півострові.

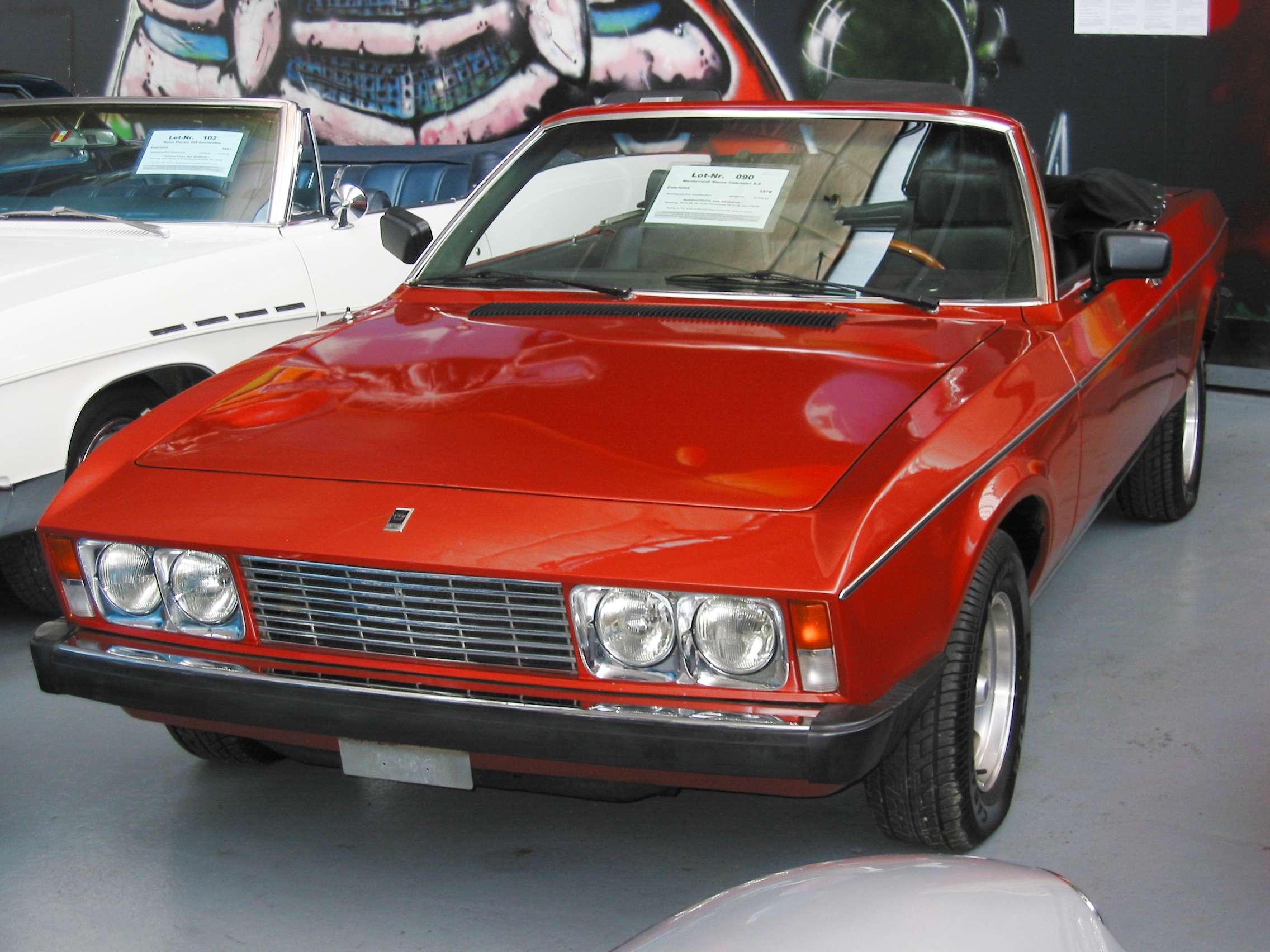
Monteverdi Sierra Cabrio

Легкова модель отримала споріднену, тепер уже з відкритим кузовом, оскільки в США тимчасово не випускалися автомобілі з кузовом кабріолет, то в основу швейцарського кабріолета лягла модель Dodge Aspen Coupé з дводверним кузовом купе. Всього було побудовано два таких автомобілі, один червоного кольору, другий сріблястого, обидва вони мали мотори, об'ємом в 5.9 л.

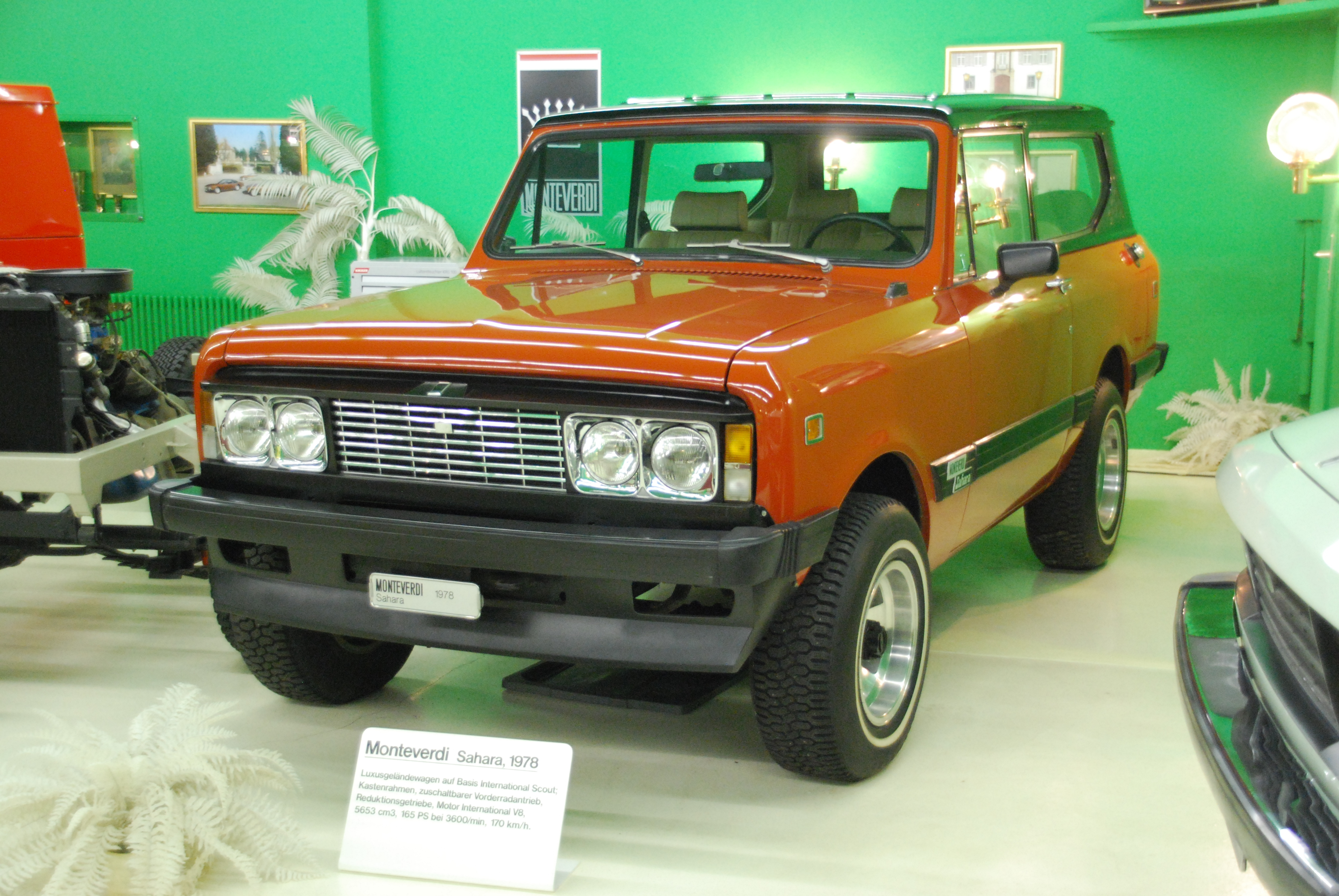
Monteverdi Sahara

Крім цих оновлених і нових версій, з'являється ще одна машина — Monteverdi Sahara, найдоступніша з модельного ряду фірми. Це був той же International Harvester Scout II, якому зробили дизайн на європейський манер, так передню оптику встановили таку ж, як на Safari, плюс додали покажчики поворотів на передні крила, в іншому значних змін не було. У салоні машина була куди більш шикарно оброблена, ніж американець — у салоні панувала шкіряна обробка, кондиціонер і гідропідсилювач керма був у стандарті, на замовлення можна було встановити телевізор і холодильник. Цими опціями могли тепер похвалитися й інші моделі фірми.

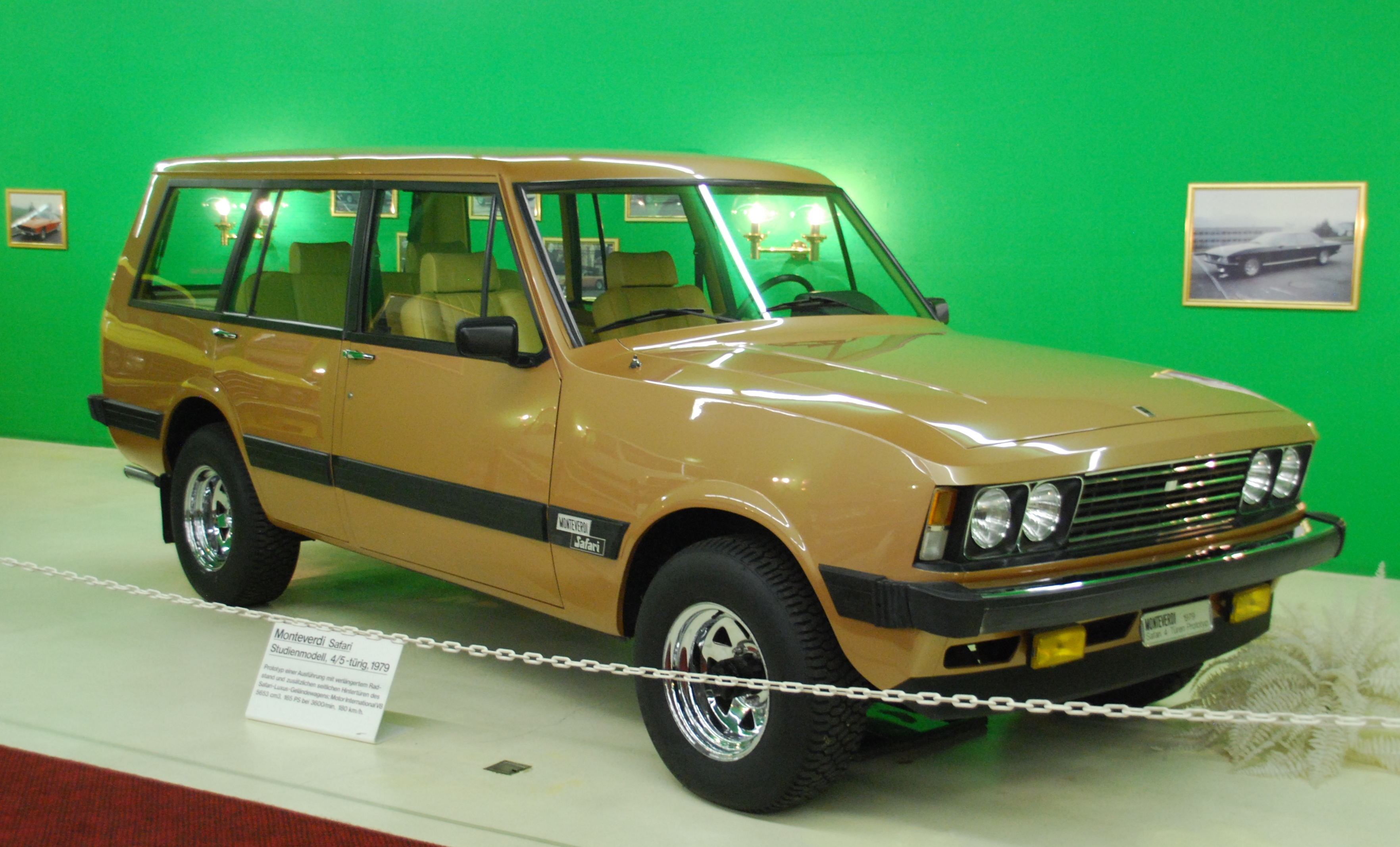
Monteverdi Safari 5-Türig

Монтеверді був постійно чимось зайнятий, і в 1979 році він показує цілу низку автомобілів. По-перше, на замовлення одного з клієнтів виготовляється 5-дверний варіант моделі Safari, крім цього створюється і один відкритий варіант автомобіля.

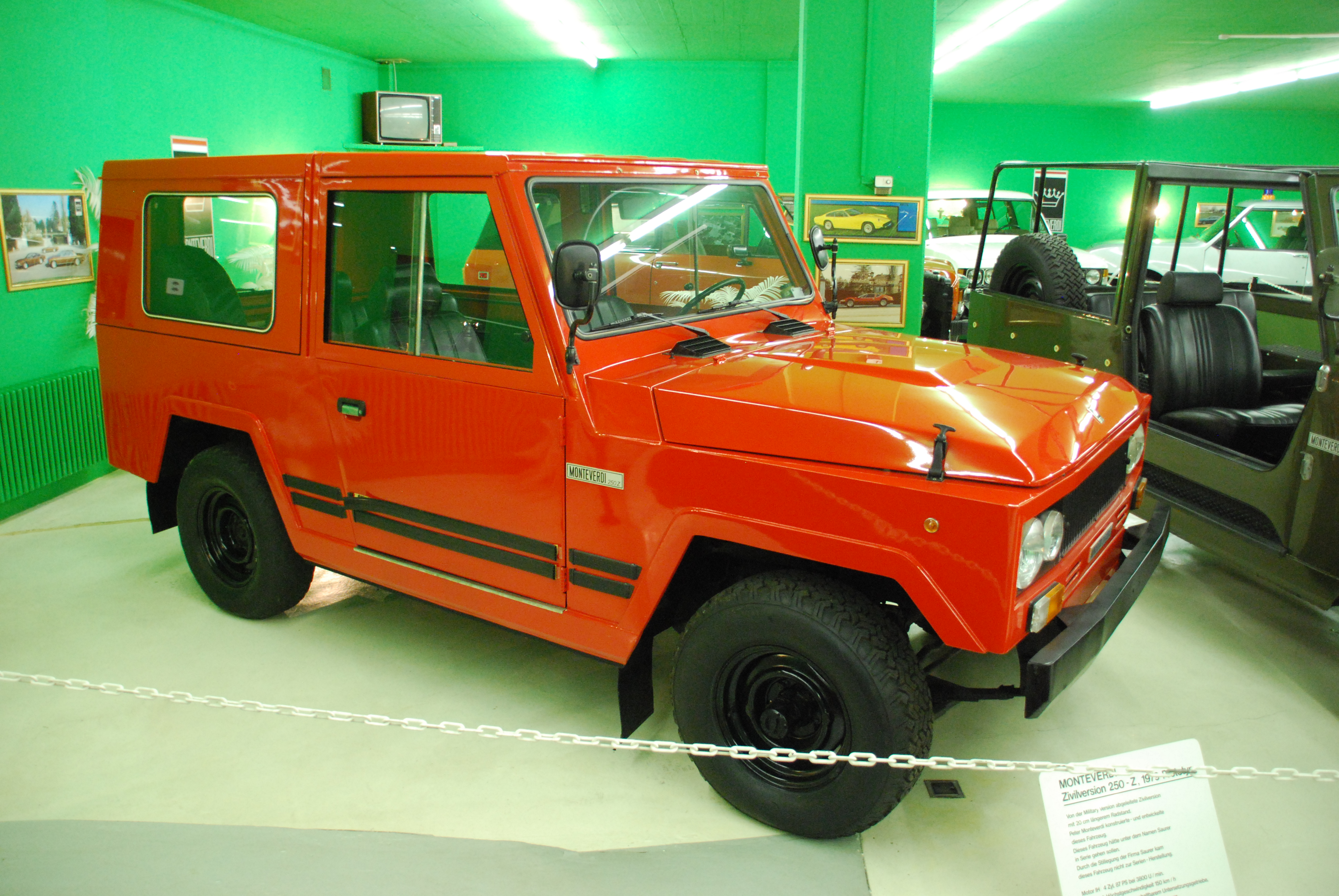
Monteverdi 250Z, на задньому плані Monteverdi 230M

По-друге, він підготував три позашляховики на агрегатах IH Scout II, два для військових: 6-місний 230M — класичний позашляховик з 4-циліндровим бензиновим 3.2 л 87-сильним мотором від International Harvester, від нього була запозичена 4-ступінчаста механічна коробка передач і двоступінчаста роздавальна коробка; позашляховик з кабіною над двигуном (Pinzgauer) — 260F з 4-циліндровим 3.3 л дизелем Nissan, який міг брати на борт півтори тонни поклажі. А ще цивільну версію класичного позашляховика з дизельним мотором — 250Z. Цікавою особливістю машин було те, що всі панелі кузова були практично рівні й кріпилися болтами, так що при пошкодженні ремонт проводився б дуже швидко, салон машини був оброблений гумою, що полегшувало очищення кабіни. Військові версії автомобіля для швейцарської армії повинна була виготовляти фірма Adolph Saurer AG, де колись, будучи зовсім юним, працював Петер Монтеверді. Всі креслення і ноу-хау були куплені цією найстарішою фірмою (вона була заснована в середині 19 століття), однак уряд у результаті відмовився від проєкту, а фірма «Заурер» незабаром стала надбанням історії, а Mercedes-Benz AG, новий власник швейцарської компанії, не був зацікавлений надалі розвитку цього проєкту, оскільки у нього вже був свій військовий позашляховик — Geländewagen, розроблений австрійською фірмою Steyr-Puch.

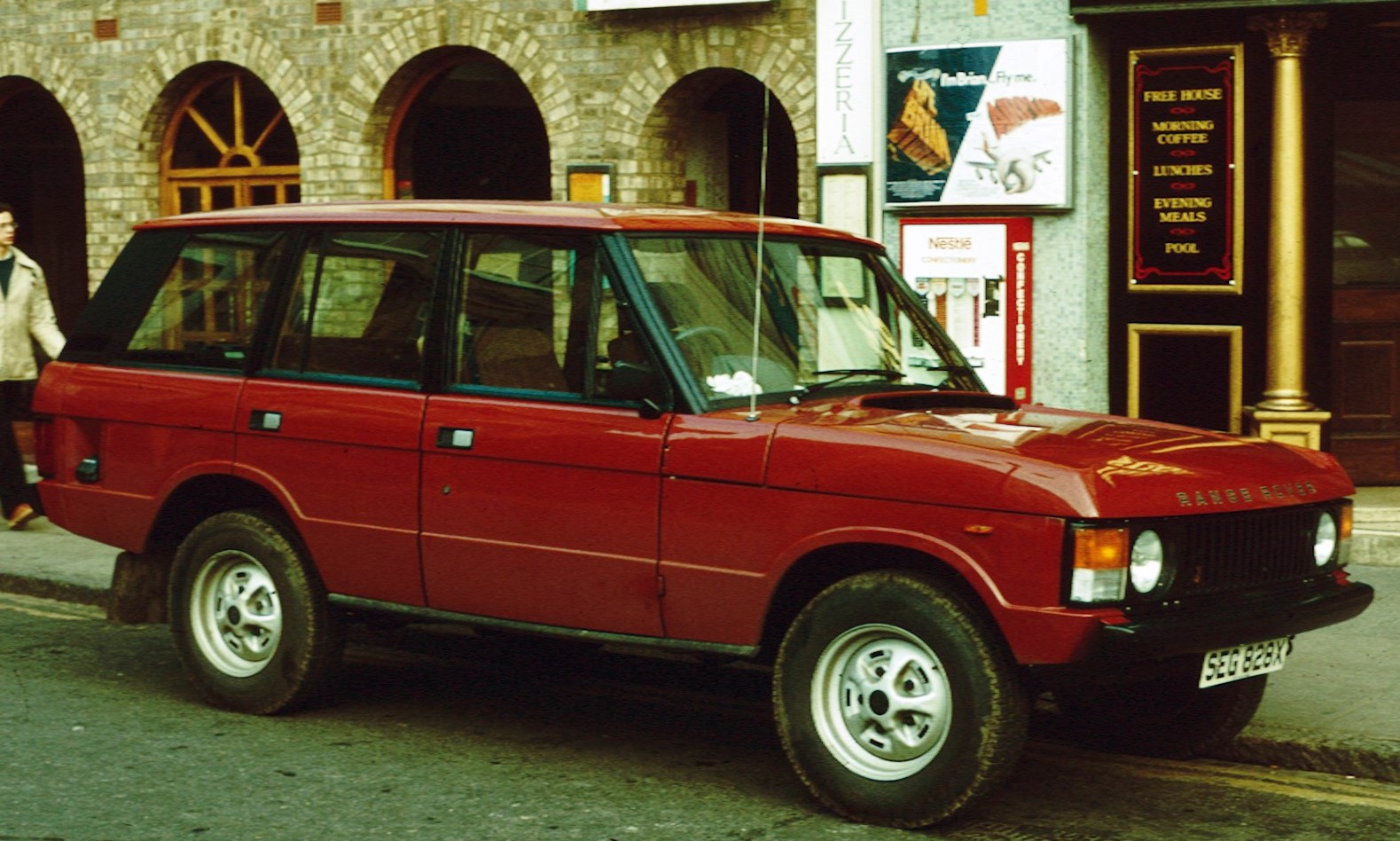
Range Rover Monteverdi

Крім цього фірма Петера Монтеверді стала виготовляти і сторонні замовлення, так публіці був представлений 5-дверний подовжений варіант Range Rover, автором проєкту був Петер Монтеверді, з наступного року машини пішли в серію під назвою Range Rover Monteverdi. На решітці радіатора красувалася назва швейцарської компанії, машина була відносно популярна, і навіть британський королівський двір придбав один з 167 виготовлених примірників. Монтеверді встановлював на них за замовленням і турбовані 3.5 л мотори, які видавали 205 к.с., що покращувало динамічні характеристики цього британського позашляховика.

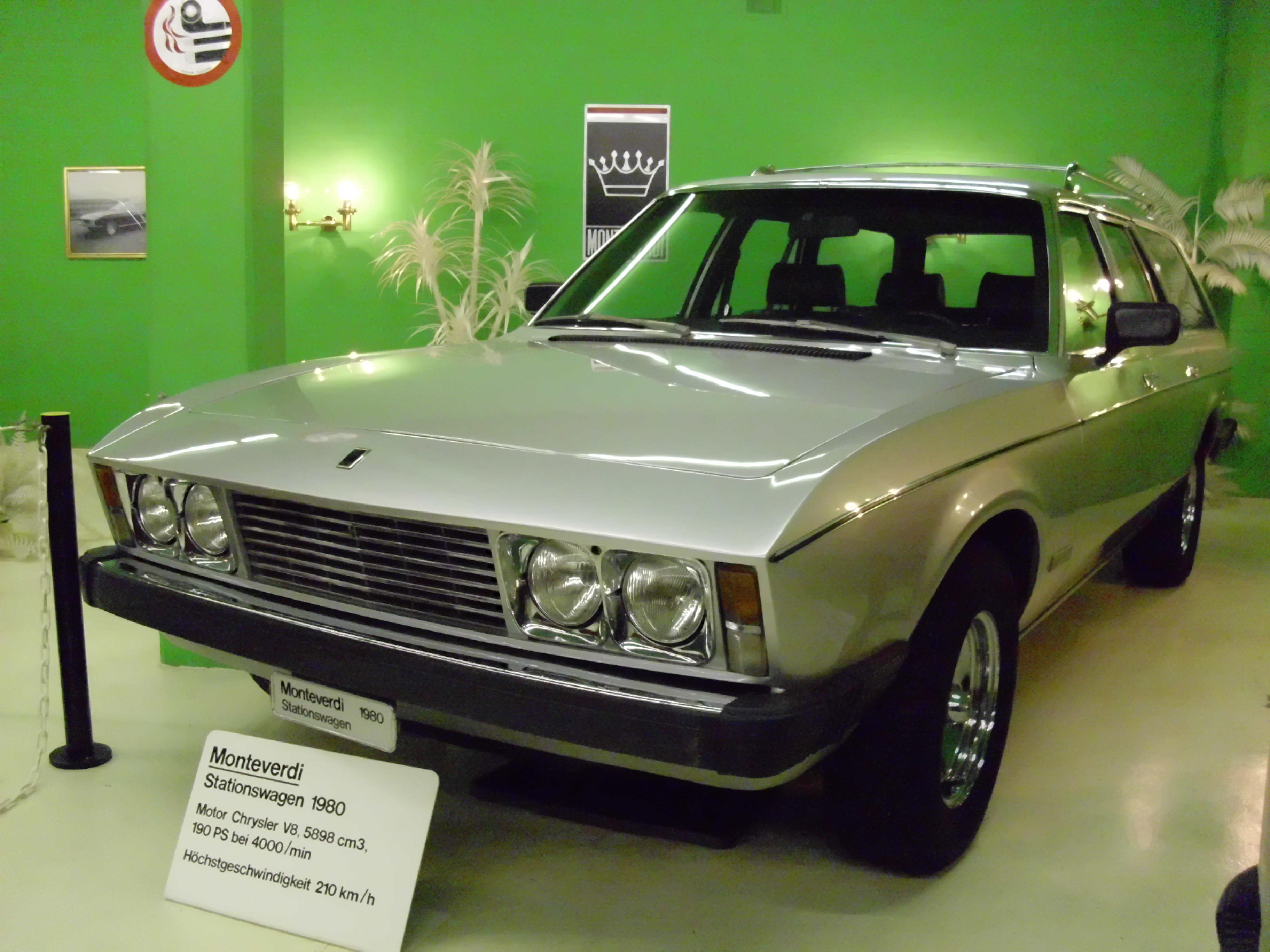
Monteverdi Sierra Station Wagon

У 1980 році International Harvester Scout II випускався останній рік, в цьому ж році він отримує дизельні двигуни 3.3 л від Nissan, які розвивали 95 к.с.. У швейцарської компанії клієнти не бажали витрачати до 25 л на сто кілометрів, вони замовляють собі дизельні версії позашляховиків, які сильно здали в динаміці (максимальна швидкість — всього 145 км/год), один з них замовляє собі Safari, а другий — модель Sahara. Крім цього в США знімають з виробництва і Dodge Aspen/Plymouth Volare, але тим не менш Monteverdi Sierra обзаводиться версією з кузовом універсал, цього разу не довелося нічого сильно кроїти по кузову, оскільки у виробничій гамі концерну Chrysler вже була така версія.
Не дивлячись на те, що виробництво обох донорів припинилося на їх батьківщині, швейцарська компанія ще два роки випускала і продавала свої версії цих автомобілів. 1982 рік стає останнім, коли в каталогах значилися Sahara, Safari і Sierra, назву «Sierra» Монтеверді продає європейському підрозділу фірми Ford, забезпечуючи тим самим собі пенсійний фонд, оскільки за договором він мав свій відсоток з кожної проданої машини з такою назвою. Початок 1982 року стає поворотним і в історії з 5-дверними версіями Range Rover. Austin Rover Group починає самостійне виробництво такої версії, анонсувавши її наприкінці 1981 року, однак оскільки автором дизайну цієї машини був Петер Монтеверді, то за своє авторство він також отримував відсоток з кожної проданої машини.

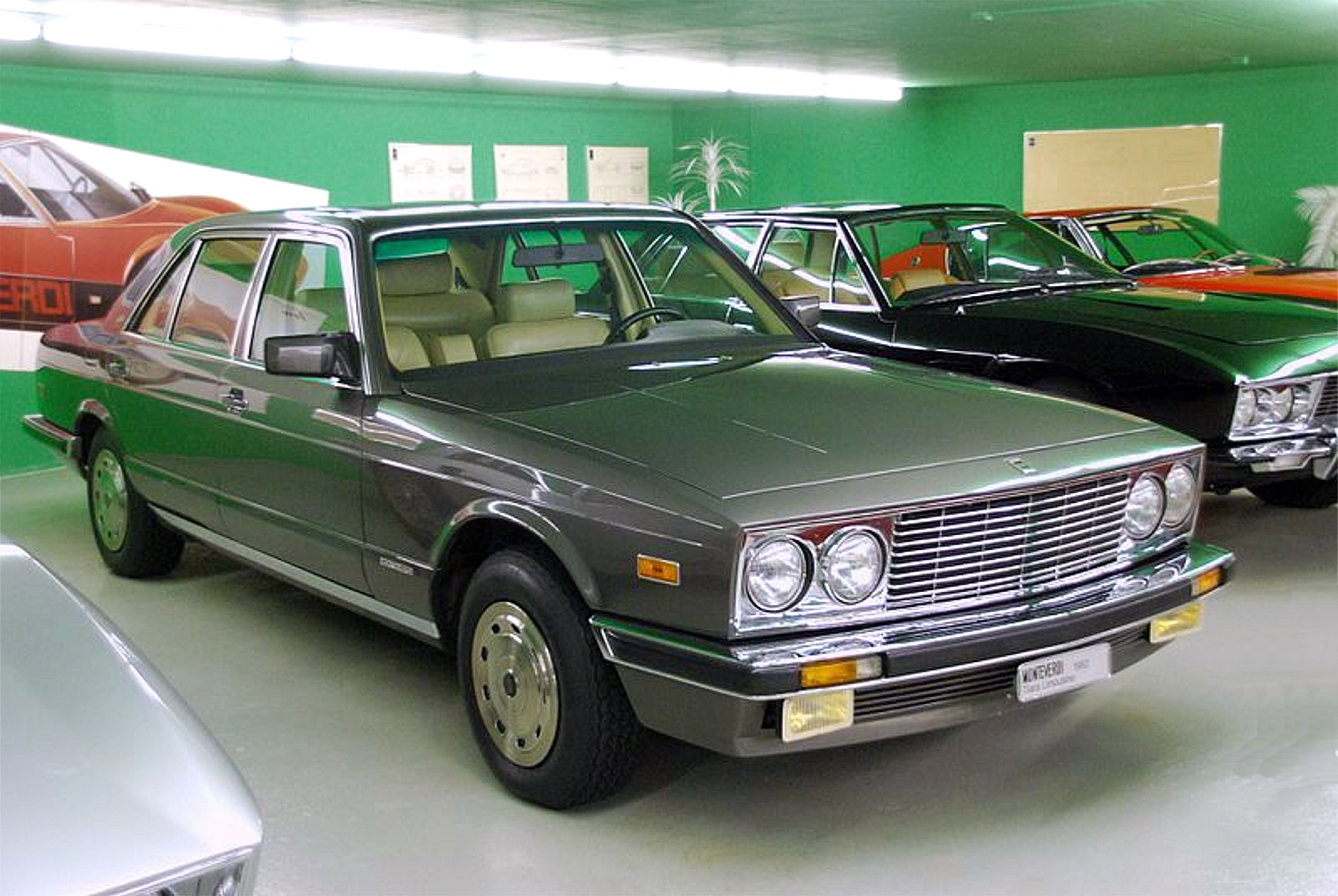
Monteverdi Tiara

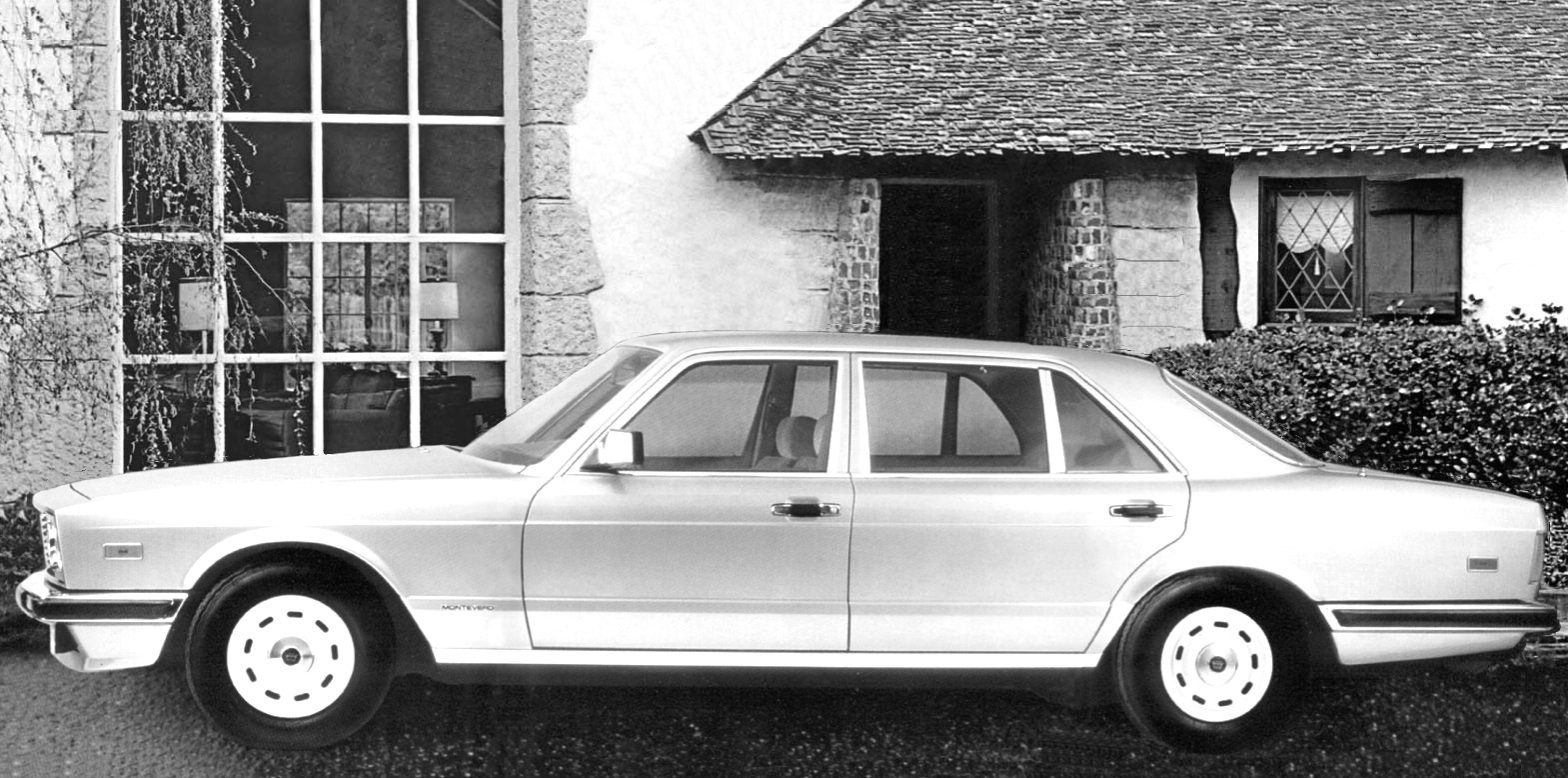
Monteverdi Tiara

Однак Монтеверді не міг спокійно спочивати на лаврах і жити розміреним життям, ще в 1981 році він починає будувати два автомобіля під назвою Monteverdi Tiara. У березні 1982 року автомобілі були представлені публіці на Женевському автосалоні. Це були подовжені Mercedes-Benz W126 зі зміненим екстер'єром. За основу були взяті 380 SEL і 500 SEL, яким видозмінили передок і задню частину. Передня оптика була запозичена у останнього покоління Alfa Romeo Alfetta, задні ліхтарі — від Peugeot 505, причому останні надавали автомобілю схожість з продукцією фірми Rolls-Royce. Пластикові бічні накладки кузова були видалені, а замість інтегрованих бамперів з'явилися окремі хромовані бампери, доповнювали картину 15" колеса власного дизайну. Mercedes-Benz оснащувався всього-лише 14" колесами (на той момент). У салоні змін було мінімум, тільки подушка керма була видозмінена, оскільки посилилися регламенти безпеки, і тепер витрати на сертифікацію треба було звести до мінімуму, але при цьому машина мала максимально можливу комплектацію — всі опції, включаючи ABS і бортовий комп'ютер, а зі списку своїх опцій можна було вибрати телевізор і диктофон.

## Припинення виробництва автомобілів. Закриття компанії
Монтеверді навіть було зацікавив людей з Daimler-Benz AG, його творіння мало зайняти ту нішу, в якій згодом з'явився Maybach, однак за кілька днів до прем'єри в Женеві вмирає партнер по переговорах від німецької компанії, а людина, що прийшла на його місце, не проявляла ніякого інтересу. Тут зіграв і тиск з боку Бруно Сакко, який вважав, що його найкраще творіння було безжально зіпсовано. Проте автомобіль моделі Tiara значився в каталогах до кінця 1984 року, за цей час жодної машини так і не було продано. Машина коштувала вдвічі дорожче аналогічних «Мерседесів», але був побудований ще один — третій автомобіль моделі Tiara. 1984 року підприємство припинило свою діяльність як виробник автомобілів, через рік у приміщеннях колишніх виробничих потужностей відкривається найбільший у Швейцарії автомобільний музей — Monteverdi Car Collection. Чи не основною частиною експозиції стали автомобілі, які підприємство колись випустило, Монтеверді став скуповувати свою продукцію.

## Подальші проєкти Петера Монтеверді

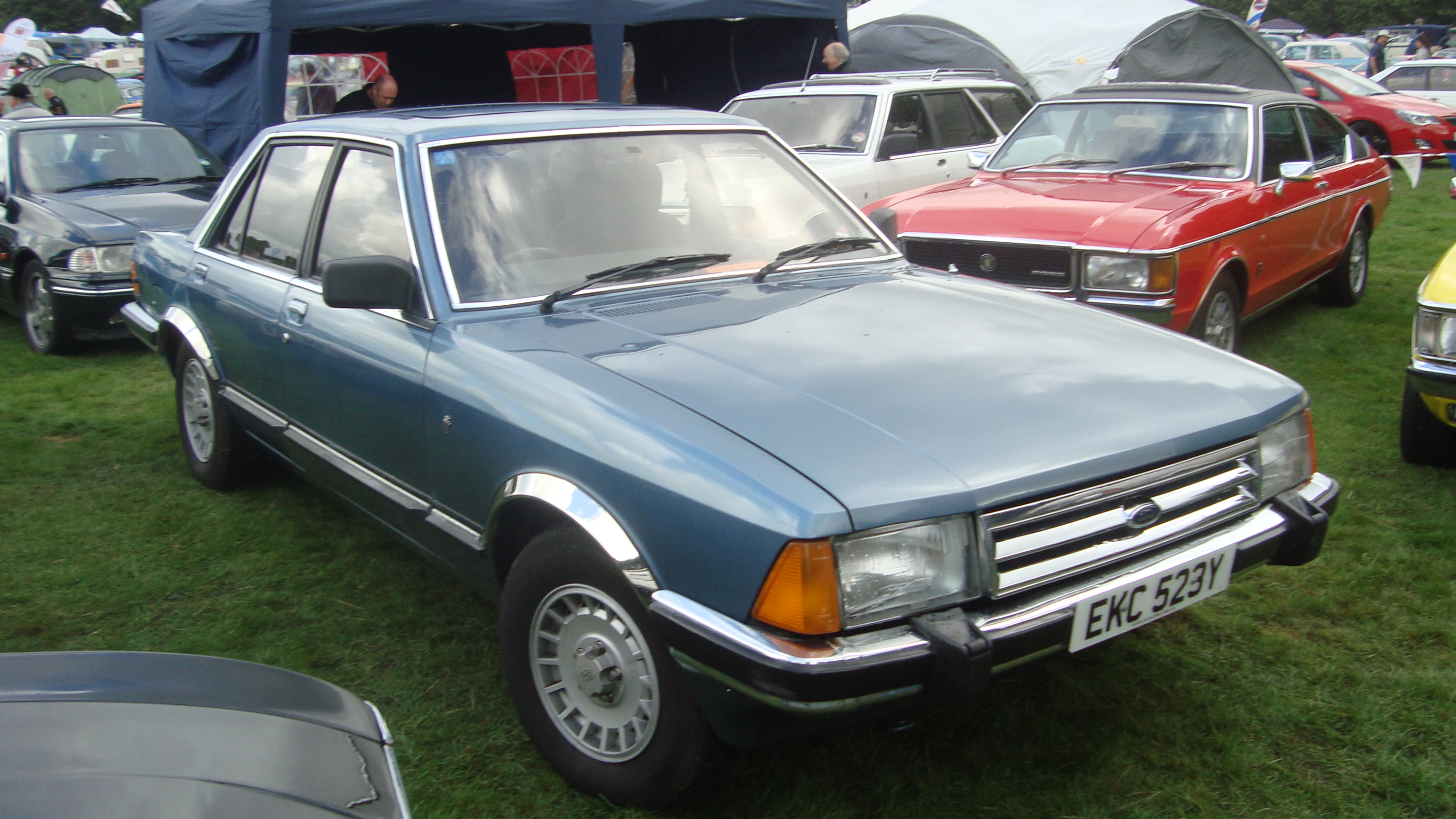
Ford Granada Monteverdi 2.8

Петер Монтеверді ще в 1975 році створив підрозділ Monteverdi Design, під егідою якого він займався дизайнерськими проєктами, готував прототипи для інших виробників, наприклад, для фірми Ford.

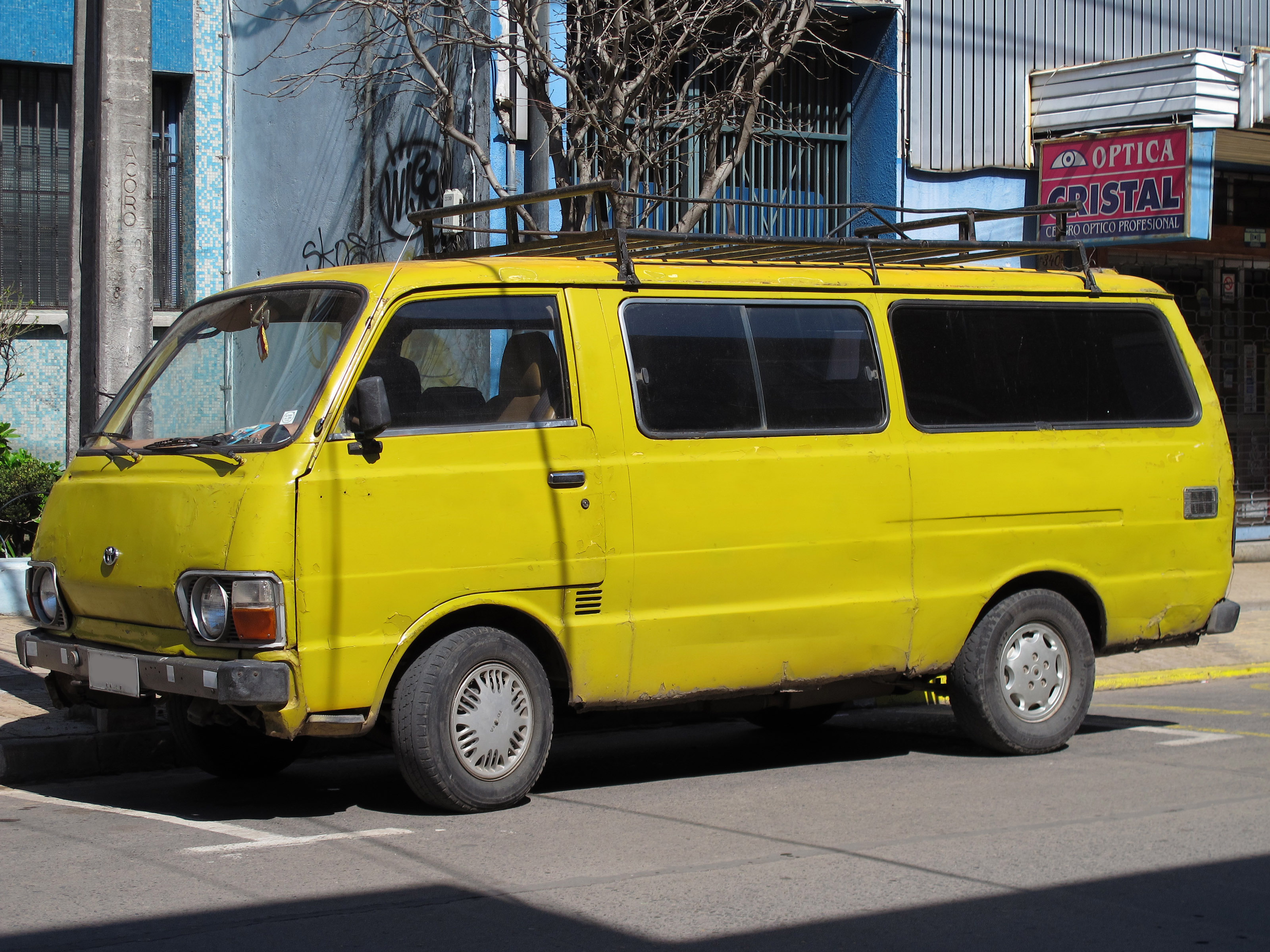
Toyota Hiace

Крім цього Петер Монтеверді проєктував яхти, човни, годинники, ювелірні вироби та багато чого ще, в 1979 році він проєктує кілька автомобілів для японських компаній, а саме — для Subaru і Toyota, для першої він побудував два прототипи: Integral та Kombi, які в серію не пішли, а от для другої проєктував нове покоління автобусів Hiace, яке незабаром пішло в серію.

## Команда Формули-1 Monteverdi-Onyx

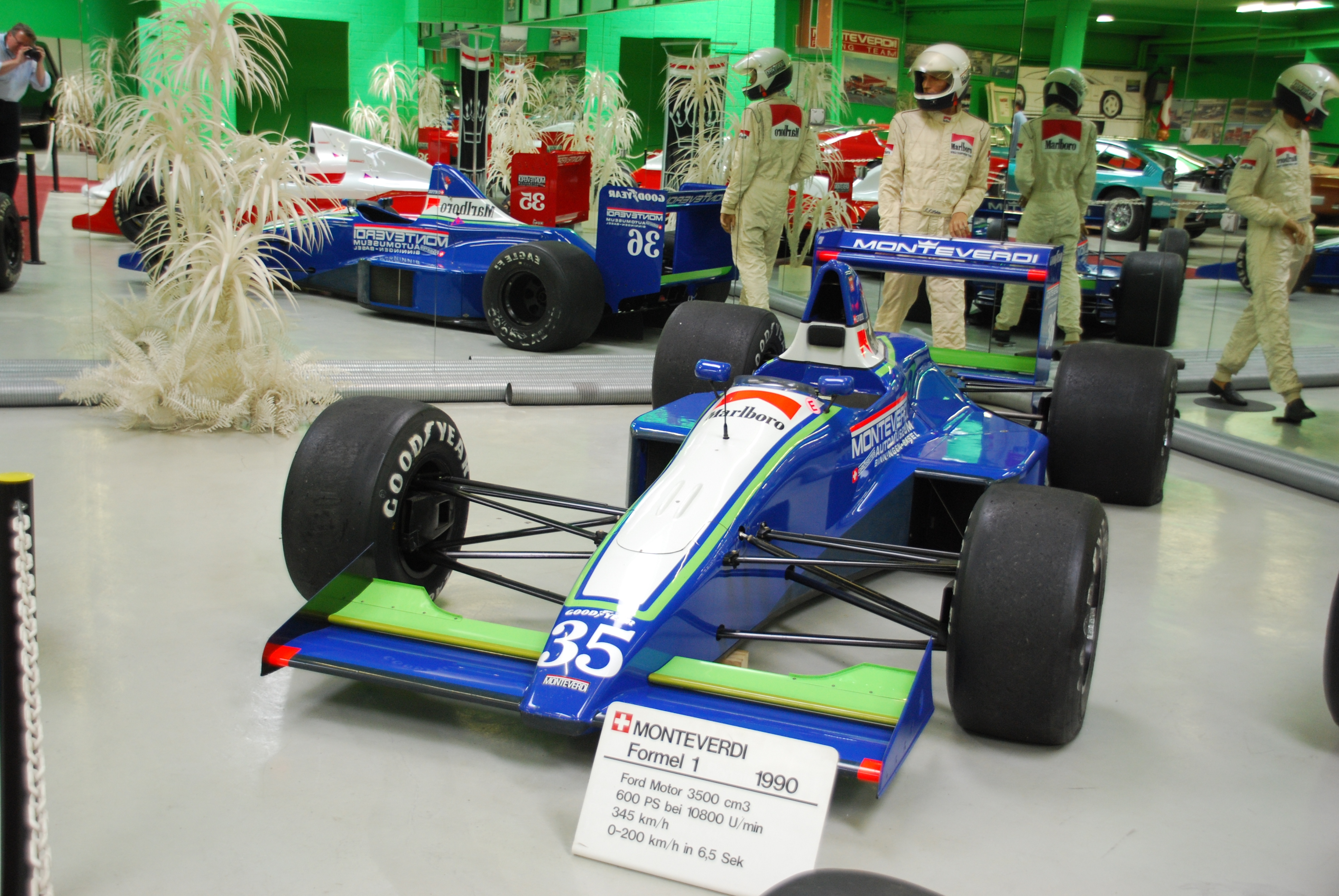
Monteverdi-Onyx ORE-1

У 1990 році за бажанням одного багатого клієнта із Саудівської Аравії Петер Монтеверді будує модель Hai 450GTS, чекаючи сплеску інтересу до цієї машини, він готує ще одну таку саму машину, проте вона свого покупця не знайшла. У березні того ж року швейцарський мільйонер вирішує врятувати команду Формули 1, яка стояла перед фінансовим крахом, це була команда Onyx Racing. Монтеверді купує стайню на пару зі своїм приятелем Карлом Фойтеком у Жана-П'єра Ван Россема. Першим ділом після перейменування стайні в Monteverdi-Onyx нові боси звільняють досить успішного гонщика Стефана Юхансона, який встиг відкатати всього дві гонки за сезон, замість нього за кермо сідає Грегор Фойтек, син Карла. Фойтек сів за кермо боліда не просто так, наприклад, у нього на той момент був контракт з командою Brabham. Але якщо швед у попередньому сезоні зміг навіть зійти на п'єдестал пошани, то Карлу вище 7 місця не вдалося піднятися. У його напарника Юркі Ярвілехто найкращою позицією на фініші була 12. Однак фірма Porsche, яка повернулася в 1989 році у світ великих перегонів, не виконала свою обіцянку про постачання двигунів британо-швейцарській стайні, і терміново довелося шукати нового постачальника двигунів. Ним виступила компанія Ford, яка стала поставляти Monteverdi-Onyx 3.5-літрові двигуни Cosworth серії DFR. Крім цього команду покидає головний конструктор стайні Алан Дженкінс, якому на 70% урізали гонорар. Також фірма GoodYear відмовилася постачати покришки, поки не будуть сплачені всі борги. Після 10 серії гонок, наприкінці літа, оголосили про розпуск команди.

## Відновлення марки Monteverdi

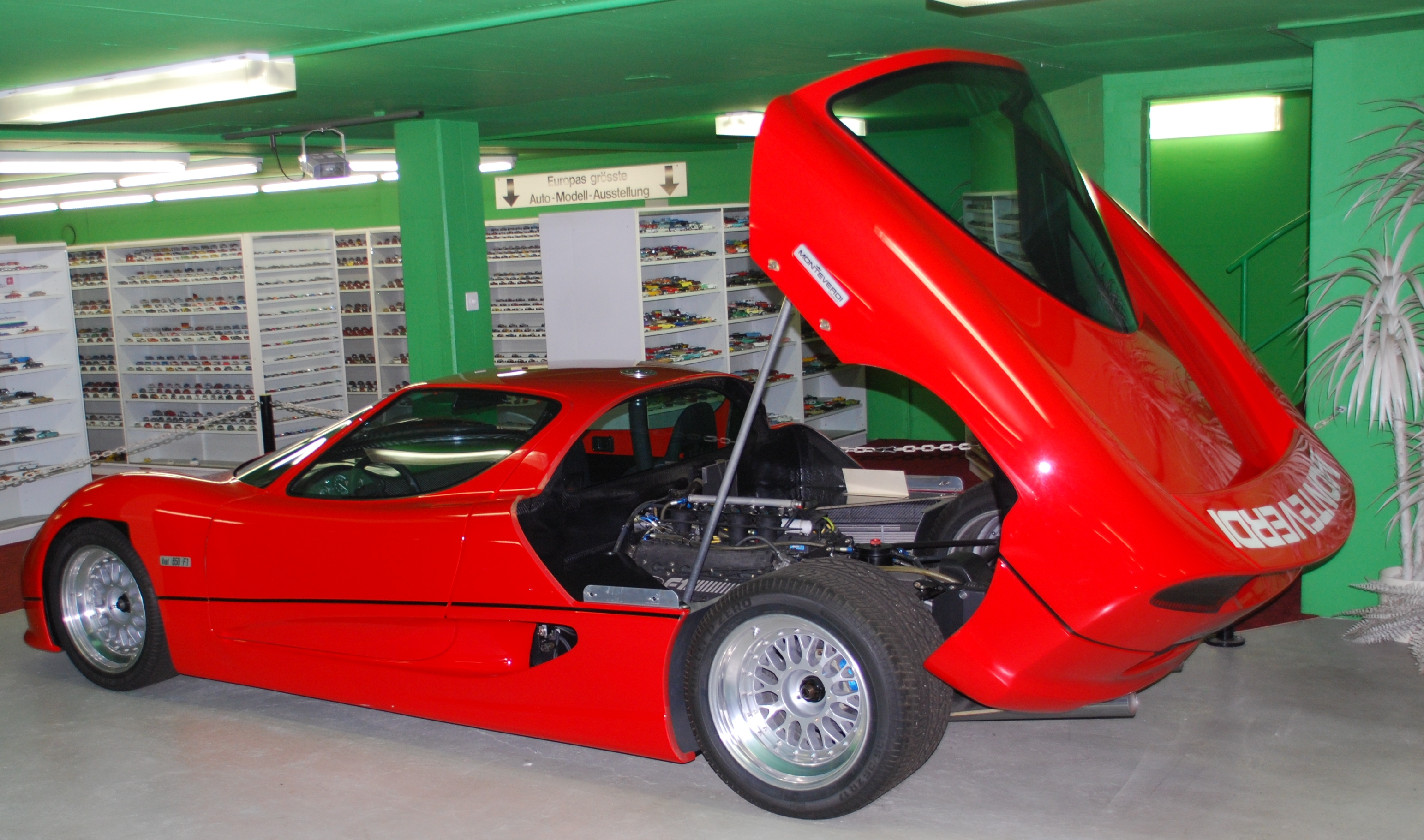
Monteverdi Hai 650 F1 1992 року

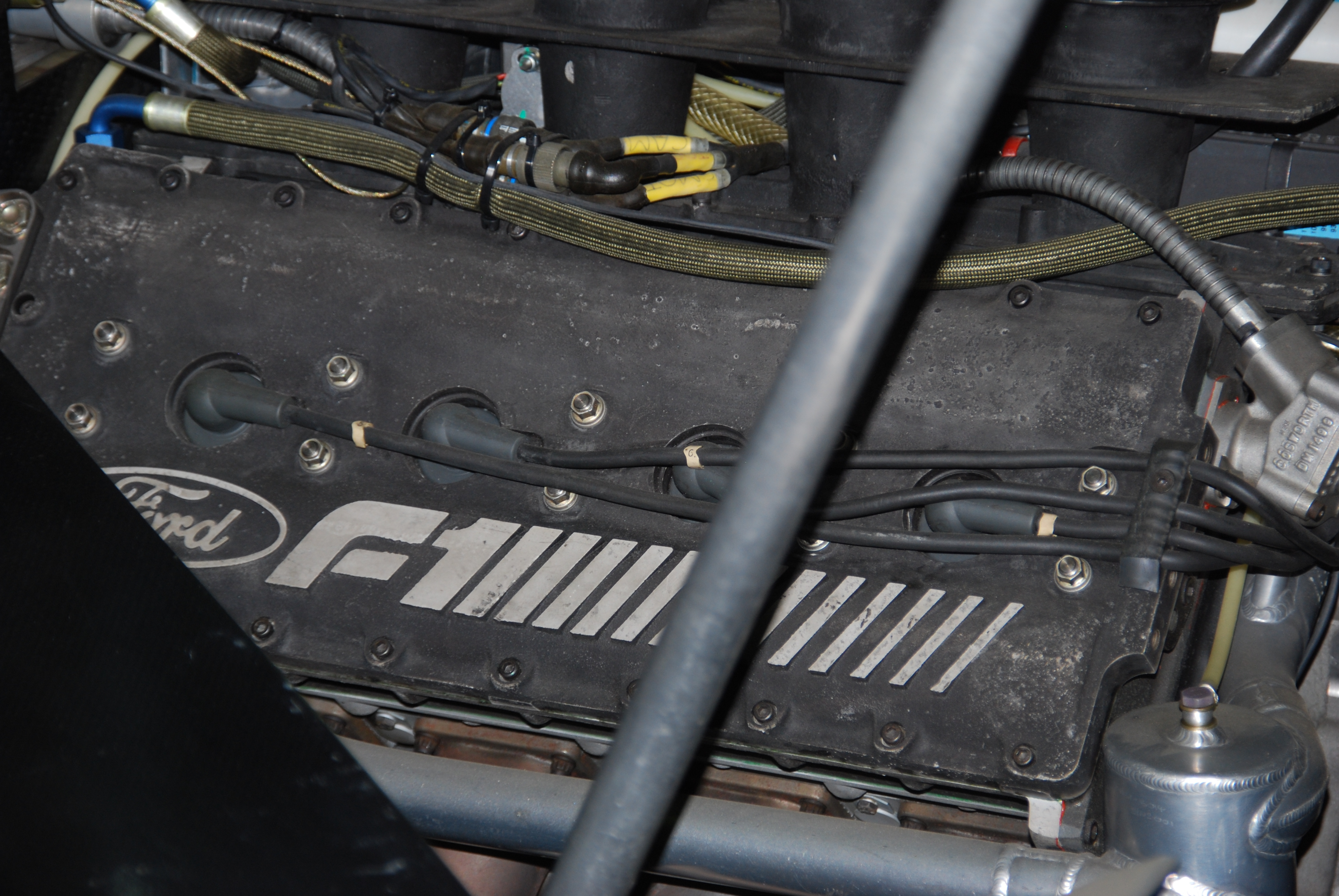
Двигун Monteverdi Hai 650 F1

Проте ще в 1990 році Монтеверді встигає підготувати новий болід для 1991 року, який називався Monteverdi-Onyx ORE-2, але після розпуску команди болід знайшов своє місце в музеї. 1992 року Петер Монтеверді вирішує знову вийти у світ як виробник легкових автомобілів, шасі і двигуни автомобілів Формули-1, що залишилися, одягають у вуглеводневий кузов, мотор Cosworth DFR V8, об'ємом 3.5 л, дефорсовують до 649 сил, і машина, яку назвали Hai 650 F1, тепер реально відображала потужність мотора в цифровому індексі моделі. Hai 450SS і 450GTS насправді мали меншу потужність, ніж значилося в індексації, але Петер Монтеверді вказував її в розмірі 450 к.с.. Петер Монтеверді взагалі любив прикрашати реальний стан справ, навіть кількість автомобілів він перебріхував. В реальності фахівцями по цій марці вважається, що було випущено в рази три менше автомобілів, ніж про це заявляла фірма. Новинка розвивала 337 км/год і за 8 секунд розмінювала другу сотню на спідометрі, сотню машина наздоганяла за 3 секунди. Проте доля машини була такою ж, як і її однойменної попередниці, тобто вона не пішла в серію, хоча ціна не була такою високою. Всього було побудовано три прототипи замість запланованих дванадцяти серійних екземплярів, останній з яких побачив світ у 1995 році.
Після невдачі з перезапуском виробництва суперкарів Монтеверді їде до Північної Африки, в Марокко, де починає займатися розведенням верблюдів. Після цього Петер Монтеверді вже не повертався до теми автомобілів, а незабаром в 1998 році після болісної онкологічної хвороби він іде в інший світ у себе в рідному місті. Сьогодні існує музей, який в 1991 році повинен був розпродати частину своєї колекції.

## Список автомобілів MBM
- 1960 — MBM Go-Kart
  - MBM Formel-1
- 1961 — MBM Tourismo
  - MBM Sports 100

## Список автомобілів Monteverdi
- 1967 — Monteverdi 375S
- 1968 — Monteverdi 375L
- 1969 — Monteverdi 375C
- 1970 — Monteverdi Hai 450SS
  - Monteverdi 375/4
- 1972 — Monteverdi Berlinetta
- 1973 — Monteverdi Hai 450GTS
- 1975 — Monteverdi Palm Beach
- 1976 — Monteverdi Safari
  - Monteverdi Sierra
- 1978 — Monteverdi Sahara
- 1982 — Monteverdi Tiara
- 1992 — Monteverdi Hai 650